# 黄金の夜明け団
黄金の夜明け団（おうごんのよあけだん）、正式名称 黄金の夜明けヘルメス教団（英語: Hermetic Order of the Golden Dawn）は、19世紀末のイギリスで創設された西洋魔術結社、儀式魔術を実践する秘密結社で、典型的な秘教主義教団である。中流階級の男女による近代オカルティズムの小グループである。通称Golden Dawn。黄金の暁教団、黄金の暁会とも訳され、G.D.と略名される。

## 概要
黄金の夜明け団は、19世紀末のイギリス、安価な印刷物の魔術書が世界中に出回るようになったヴィクトリア朝時代の1888年にロンドンに設立された近代的な魔術結社で、近現代の西洋魔術の思想信仰と実践に強い影響を与えた。独自の象徴主義がロマン主義以降の空気と共鳴し、もしくは科学的な客観性を重視する世相に逆らい、中産階級の参加者を集め、詩人・劇作家のイェイツ等の同時代の芸術家たちも惹きつけられた。人気と影響力は1890年代にピークに達し、その後内紛により消滅した。完全な形で運営されたのは12年に過ぎない。
彼らが作った魔術理論と実践の詳細な体系は、団員が位階を昇りながら受ける教育の中で発達したもので、その魔術理論は体系的で完成していた。以降のほぼすべての魔術結社、アデプトを目指す人々を教育するというグループは、黄金の夜明け団をルーツと考え、その魔術理論と実践の体系を利用している。
創設者
創設者のウィリアム・ロバート・ウッドマン、ウィリアム・ウィン・ウェストコット、マグレガー・メイザースの三人はフリーメイソンで、メイソン系の薔薇十字団体の英国薔薇十字協会の会員であった。

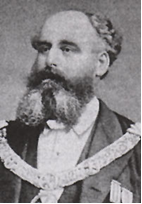
ウッドマン
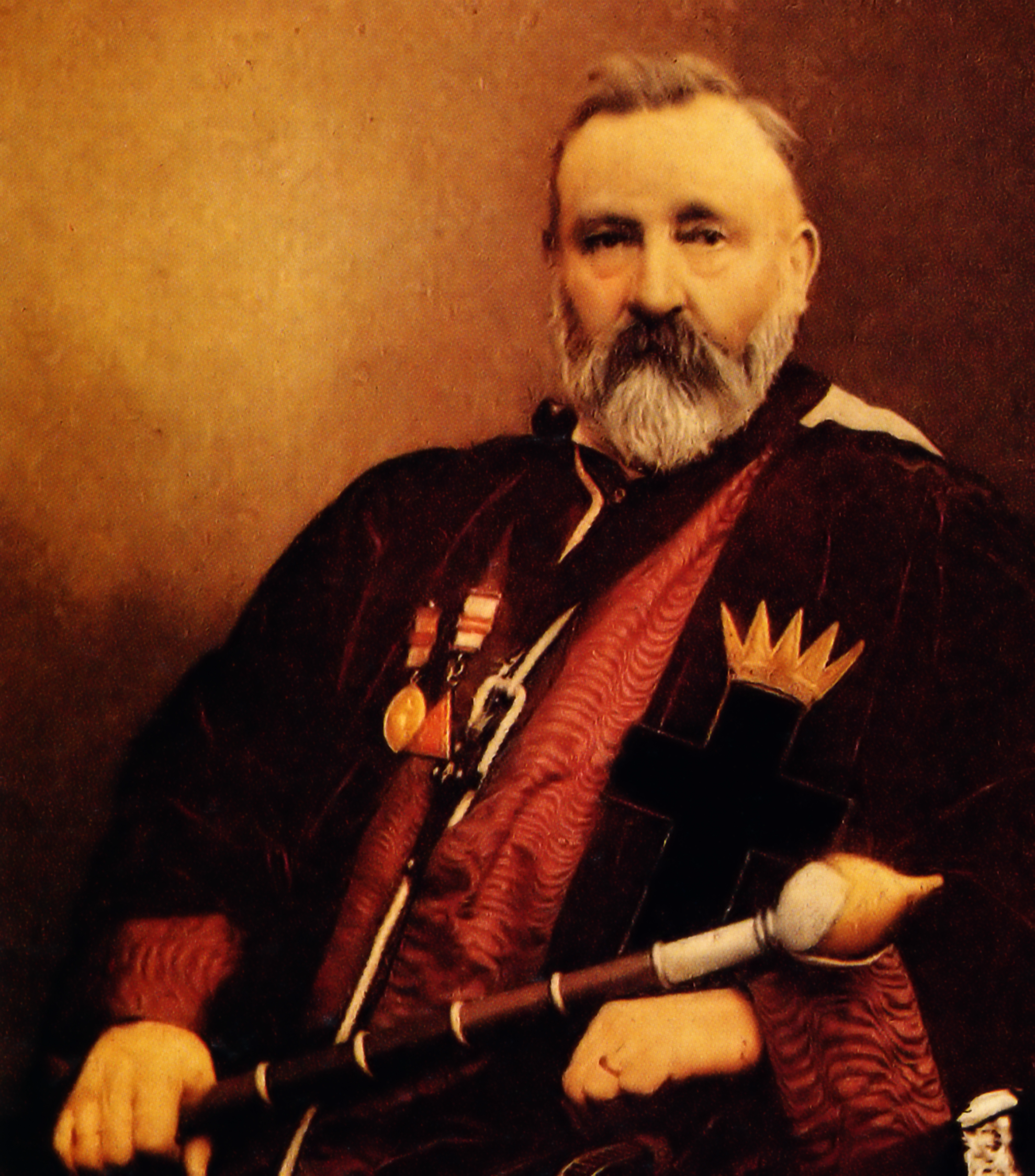
ウェストコット
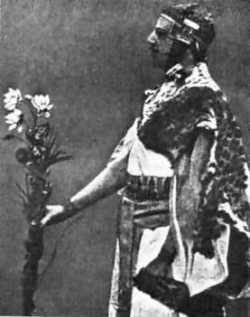
メイザース

組織構造
同団は厳格な階級組織で、組織の階層構造と通過儀礼はフリーメイソンの組織原則に基づいていた。建前上、三つの団（オーダー）による階層構造をなしており、第一団の「黄金の夜明け」は一般団員用で秘教的な知識と自己の成長に焦点を当てており、第二団の「紅薔薇黄金十字」は幹部団員専用でより高度な魔法の実践を探求し、第三団は世界を導く神秘的な存在秘密の首領らが在籍する霊的団体とされた。この三層の総称として黄金の夜明けヘルメス教団、通称黄金の夜明け団と呼ばれる。団員はフリーメイソンに限定されず、女性が男性と平等に実践に参加することを認め、補職と待遇に性差での区別を付けなかった。秘密結社であり、入団は一般に開かれておらず、招待制だった。
体系
同団の儀式は元々、亡くなった英国薔薇十字協会員の論文にあったフリーメーソンの五つの等級に基づいている。ウェストコットはより完全なオカルト体系を作り上げるために、その資料を発展させるようメイザースに依頼した。メイザースは新しい儀式体系の作成に取り組み、その基礎としてユダヤ教のカバラの生命の樹を選び、10のセフィロト（または意識のレベル）を様々な儀式の等級の基礎として用いた。
体系には、タロットや占星術のような占いの儀式と、超自然的な存在との交信を目的とした儀式魔術が組み込まれた。創設者たちは、これらの儀式の研究と実践を通じた、霊的・精神的な向上と魔術哲学のためのカリキュラムを構築しようとした。「ケルト」を自称するメイザースが中心となり、カバラ、錬金術、占星術、タロット、ヘルメス主義、新プラトン主義等の膨大な資料から体系をまとめ上げた。
目的
教団自ら定義した目的は、自然魔術を通じて個人と異界との関わりを強化することで、それは初期の心理学に似た論理で機能した。教団は、人生の意義は魂が進化することにあると説いた。研究者のスーザン・ジョンストン・グラフは、「イニシエーションとアデプトは、人間が霊性を進化させるための手段であった。〔…〕黄金の夜明け団の崇高な役目は、個々人への働きかけを通して人類の進化を促進することだった」、と説明している。団員は、催眠術、自己暗示、視覚化、呼吸法、ヨーガ、その他のテクニックや儀式を使って自己の意識を拡大することを目指した。団への参加の際には、「より高次で神聖な己の天性と己自身を一体化する」ことを誓う。
団員は主に、自己の精神的成長の実現のための魔術哲学と伝統的な儀式の実践に関心を持っており、その目的には、ヴィクトリア朝時代に流行した自己啓発の教えが反映されている。団員は、礼拝ではなく、自然魔術によってより高次の霊的存在に到るため、象徴と儀式についての学問的研究を行うよう促された。
学習と実践
団員は魔術儀式を実践し、ルネッサンス様式の神秘的な錬金術やカバラ、占星術、タロット、ジオマンシー（土占い）に打ち込んだ。同団にとって魔術とは、普遍的な意志（universal will）に従って意識または物質的世界に変容を引き起こすための方法論を実践することだった。団員にとって、「意志」という言葉は特別な意味を持っていた。
中世ヨーロッパ世界では自然魔術は自然哲学の一分野であり、魔術とは、自然の事物の（熱や音、香りといった感覚で感じ取れる明白な性質ではない、例えば磁力・海の干満等の）「隠された性質」と事物同士の結びつきを探求し、その効果を探し出し、制御し、実用的な目的のために操作することだった。自然魔術が働きかける対象は自然の事物だったが、歴史家のロナルド・ハットンは、同団の魔術（近代魔術）の「それぞれの操作の対象であり中心は今や魔術師その人であり、目的は、想像力を燃え立たせ、変性意識状態へのアクセスを提供し、意志力を強化し集中させることによって、彼又は彼女を精神的成熟と潜在能力に接近させることだった」と述べており、自然の事物の操作ではなく人間の心理の操作となっている。団員は異界の存在を呼び出したが、特定の神々への崇拝や生贄に重きを置いていたわけではなく、人間が完全に霊的な存在として成長するために、そのような召喚を用いた。同様に、メスメリズムや催眠術のような心霊主義者の間で流行していた修行も強く薦めなかった。
第二団（内陣）で理解されていた魔術は、アデプト（成就者）が神聖な古代の技法と（マクロコスモスとミクロコスモスの）照応関係の知識を用いることで、この世界を超えた世界と対話し、宇宙の目に見えない力を支配することができるという信念に基づいていた。
団員は写本や近代の印刷物を読んで魔術について学び、古代エジプトやヘレニズム世界について考古学的発見で解明されたことも付け加えられた。口伝によって教義が伝承される昔ながらの魔術と異なり、教義の伝達には文書や書物などの文字メディアが使われた。団員は文字メディアでの学習で知識を得るため、ある程度高い教育を受けている必要があった。文字メディアの利用は、かつては小サークル中に閉じ込められていた魔術の知識を、教育を受けた中流階級に広く開くという面があった。
各地の神殿
1896年までには、イングランドのウェストン・スーパーメア区、ブラッドフォード市、スコットランドのエディンバラ、フランスのパリにも神殿（テンプル）が設立された。
創設神話の捏造
教団は、17世紀初期ドイツに起こった薔薇十字団もその神話と儀式の拠り所としており、ウェスコットが用意した偽史と、彼に権威を与えるために捏造された、架空のドイツ人アデプトからの一連の手紙によって正当性を主張した。
魔術書の出版とその影響
団員や関係者が出版した魔術書は、現代に至るまで、西洋世界の多くの芸術家、音楽家、作家、映画製作者の想像力を刺激した。後続団体が儀礼と教えを公に出版したことで、主にアメリカで後継者を名乗る多くの団体が創設された。

## 団員
教団は小規模で、100人以下の時もあり、400名を超えることはなかった、団員は主に中産階級で、俳優、芸術家、聖職者、医師、政治活動家、作家など様々な職業の人々がいた。教団と派生団体には著名人も所属していた。

## 背景
ダルトン極小期の寒冷化が1830年頃に収束して温暖化に転じたことで、1840年代後半には食料危機の状況が解決し、1870年代にかけて30年間、産業革命の時代、高度成長の時代にあり、イギリスは「世界の工場」として繁栄を謳歌し、資本主義のもとで産業構造が大きく変化し劇的に都市化が進んだ。しかし、1873年から1893年の20年間は寒冷化し（低体温症でロンドンで数百名が死亡したほどだった）、またアメリカやドイツといった新興工業国の猛烈な追い上げにあい、輸出は低迷、イギリスは1970年代から長期の経済恐慌となり、それまでの資本主義における自由放任主義経済への確信、無限の成長と富の蓄積の幻想は崩れ、都市には失業者があふれ、新しい社会を構築しようとする革命的運動が次々と生まれた。
多くのヴィクトリア朝の人々は本質的に、科学によって与えられた乾いた唯物論や合理主義、マックス・ウェーバーがプロテスタンティズム、合理主義、科学、資本主義の台頭の中に見出した「世界への幻滅」以上の何かへの信仰を求め、必要としており、 オカルトがそれに応える形になった。 薔薇十字団、ユダヤ神秘主義のカバラ思想、ヘルメス思想や、アジアの仏教やヒンズー教等は、オカルト思想としてキリスト教の代わりに、あるいは西洋文明から逃避したい人々の避難所となっていた。

### 近代オカルティズムの一部として

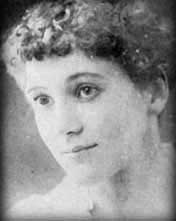
フローレンス・ファー

近代オカルティズムの発明
科学と「進歩」が西洋の正統派宗教であったキリスト教の信用を失墜させたと言うなら、古代の神秘、抑圧された異端、不可思議な現象、禁じられた習俗は、真理に至る別の道を指し示すように見えた。儀式とは、世界を重層構造で捉え、各層は境界があるが浸透し合う連続体であると考え、上と下（マクロコスモスとミクロコスモス）とは形相の同一性によって照応し合っているとして、この形相の同一性を行為で表現したものであるが、近世以降にフリーメーソン等の秘密結社運動が活発になったことで、秘密の入社式（イニシエーション）が魔術概念の身体的表現ともみなされるようになり、パリやロンドン等の都市に集まった芸術家や知識人（ボヘミアン）たちは、この儀式魔術（ritual magic）に注目した。
歴史家のアレックス・オーウェンは、ヴィクトリア朝のオカルトへの関心は、伝統的な宗教的信仰に対する科学的挑戦の結果であり、その挑戦に対する反動でもあったと主張している。 著作家・研究者のジュールス・エヴァンスは、ブラヴァツキーと彼女が設立した神智学協会と並び、黄金の夜明け団は近代オカルティズムを発明したと言えるだろうと述べている。教団の秘儀は、古代の叡智に立ち返りつつも、心理学や心霊研究の新しいアイデアや、脚色されスピリチュアル化された進化論も取り入れており、人生の意義は魂の進化であると教え、人類の霊的進化を促進しようとした。進歩という信仰への懐疑が深まっていた当時において、オカルティズムの流行は、異教（キリスト教以外またはキリスト教以前の宗教）や古代の伝統や知恵を研究することで現代の科学的・哲学的ジレンマに答えようとする試みであり、黄金の夜明け団も神智学協会も、社会からのはみ出し者でも追放者でもなかった。
団員は潜在意識を探求し、超意識を開くことで、高次の霊的知性との接触を図る。ジュールス・エヴァンスは、この点で19世紀末のオカルティズムは、現代のヒューマン・ポテンシャル運動の始祖であると述べている。
錬金術（ヘルメス主義）
1850年に、イギリスのメアリー・アン・サウス（結婚後メアリー・アン・アトウッド）という比較的若い女性が匿名で、『ヘルメス神秘への示唆的探求（A Suggestive Inquiry into the Hermetic Mystery）』を出版した。これはヴィクトリア朝時代のオカルト・リバイバルを背景とする第二次錬金術リバイバルを代表する著作で、錬金術というものの認識を大幅に変化させた。錬金術では16 - 18世紀にかけて鉛を金に変えることが試みられていたが、19世紀にはこれが不可能であることが知られ、学問としての錬金術はより霊的・精神的な傾向を帯びるようになった。錬金術の研究者たちは、人類・魂・宇宙の関係を研究するようになり、外界や社会の影響から魂を遠ざけ、神が創造した原初の状態にまで魂を高めようと探求した。この錬金術の一派がヘルメス主義として知られている。本書は、現代に流行した錬金術の霊的・精神的な解釈を体系的に説いた最初の著作のひとつであり、メアリー・アン・サウスは本書で、古来の錬金術書に隠されている錬金術の真の意味と実践を父と共に発見したと主張した。彼女は、化学操作を扱う顕教的な（物質的）錬金術と、錬金術師自らの霊的な転身を目指す密教的な（霊的・精神的）錬金術という2種類があるとした。この分類は広く普及したが、19世紀後半に流行したオカルト思想に基づいており、科学史家は、18世紀までに行われていた錬金術（キミア）の実態とは異なると指摘している。
父が出版後に内容を確認し、錬金術の秘密が顕かにされていると考え、世に出た書籍の大部分を回収して焼き捨てたが、神智学や黄金の夜明け団に影響を与えた小説家のエドワード・ブルワー＝リットン等、わずかに人手に残された。
19世紀半ばの錬金術の理解はオカルト的なものであり、錬金術で行われるのは物質的な変換ではなく、主に霊的・精神的な変換であるとされた。同書が説いた霊的・精神的、オカルト的な錬金術観が、現在の通俗的な錬金術像を決定づけている。
神智学
神智学は1860年から1890年頃に隆盛した中産階級を中心とする心霊主義運動の一派であり、1880年代に黄金の夜明け団が結成される大きな触媒となった。初期団員の大部分は神智学協会の会員だった。元々神智学協会は実践的なオカルティズムをかなり熱心に行っていたが、1882年頃に方向転換し、西洋はもはや実践的なオカルティズムには適さないと宣言し、会員に普遍的な同胞愛と理論上の理解の探求で満足するよう求めて実践的な指導を止め、東洋の宗教哲学をより重視し、西洋のヘルメス主義、キリスト教、カバラ等はより軽く扱われるようになった。R・A・ギルバートは、これが神智学協会の会員がルクソールのヘルメス同胞団や黄金の夜明け団などのライバル組織に移る原因になったとみなしている。
心霊主義
世紀末ロンドンでは1860年から、1870年をピークとして世紀末にかけて心霊主義運動が大流行した。心霊主義運動は、菜食主義、禁酒、労働者階級の権利など、さまざまな社会的大義を公に支持し、また霊界の存在の科学的証拠を見つけようと真剣に努力した点で、同団のオカルト的伝統とは異なっていたが、両方の活動に参加している人も多く、その違いは程度問題であるとも言える。

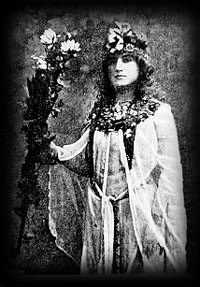
モイナ・メイザース

異教（多神教）リバイバル

創始者の一人メイザースの妻で芸術家のモイナ・メイザース（フランスの哲学者アンリ・ベルクソンの妹のミナ・ベルクソン）と、女優でフェミニストのフローレンス・ファーという二人の指導者は、ロンドンの退廃的なコミュニティとニュー・ウーマンの政治の両方に関わっており、異教リバイバルにおいて最も影響力のあるオカルティストでもあった。2人は人間を中心に測られてきた世界の尺度を、オカルト的生態系の中の儚い自己という理解に置き換えた生態学的モデルを開発した。
社会主義運動
寒冷化等による経済恐慌と無限の経済成長という幻想の喪失の中、新しい社会を構築しようとする革命的運動生まれ、1884年には社会改良主義のフェビアン協会等の社会主義団体が誕生し、彼らは資本主義や自由放任主義を批判し、崩壊した共同体の再生、生産や富の国有化、国民生活の質の向上を訴えた。この動きを理念面で支えたのが、1870年から1910年に隆盛したオックスフォード大学のトーマス・ヒル・グリーン（哲学の自己実現〔self-realization〕の概念の創始者の一人）を中心としたドイツ観念論哲学に基づいた自由主義運動のイギリス理想主義運動で、個人主義、自由主義、功利主義を否定し、集団主義を提示。その社会理念は道徳的有機体であり、グリーンは道徳と政治を直接接続し、この時代の社会改革運動はユートピアに近い観念論的な社会主義思想が流行した。
黄金の夜明け団の思想は、実証主義科学、技術革新、フェビアニズムなどの新しい政治運動の目的と部分的に合致している。荒俣宏は、「総じて19世紀の魔術復活は既成社会の腐敗と混乱とに対抗した一種の退行的ユートピズムとみることもでき、その表現として儀式魔術が恰好の媒体となったと考えられる。」と述べている。独自の秘密の知識で身を固めたエリート達が支配する計画的で綿密に規制されたユートピアという共産主義のビジョンは、黄金の夜明け団の魔術師たちが思い描いたものを世俗化したものだという見方もある。
デカダン
アレックス・オーウェンは、ヴィクトリア朝後期のオカルティズムは、一部の社会主義的伝統や近代西洋社会の合理化された要素と同じように、反権威主義、反道徳主義、悪魔主義、病的趣味など反既成を特徴とする世紀末ヨーロッパの芸術の傾向デカダンやシャルル・ボードレールの近代性に多くを負っていたと指摘しており、団員として知られているフローレンス・ファー、イーディス・ネズビット、アーサー・マッケン、ウィリアム・シャープは、デカダンやフェミニストの作品で知られる出版者ジョン・レーンのキーノート・シリーズに寄稿している。
近代オカルティズムの出版ブームとネットワーク
1880年代の誕生から1890年代が影響力のピークであったが、当時のイギリスでは、オカルト、異教リバイバル、心霊主義の人や団体にとって重要な問題を扱う雑誌、論説、パンフレット、ニュースレターの出版がブームになっていた。同団は、ただ秘教への興味を満たすものというより、魔術やオカルトだけでなく、科学や心霊主義について意見を交わし、それを変化させる言説コミュニティであり、活気あるネットワークへの貢献者だった。
近代の「脱魔術化」の一部として
近年の研究では、黄金の夜明け団のような「近代オカルティズム」は、「近代化」「脱魔術化」の流れに逆らうものではなく、むしろそのプロセスの一部で、「脱魔術化」を含む近代精神の産物であるという見方が増えている。

## 特徴

### 男女平等
教団での実践の男女平等は、当時かなり進歩的な姿勢であったが、ヘレナ・P・ブラヴァツキーの神智学と同様である。メイザースが、神智学徒だったアンナ・キングスフォードとパートナーのエドワード・メイトランドの影響を受け、教団内の立場の男女平等を強く主張し実現した。団員の多くは男性だったが、「ニュー・ウーマン」と呼ばれる型破りな女性の比率が高く、教団の勢いは主に、男女平等により集まった女性達の努力によるものだった。

### シンクレティズムによる伝統の発明
当時の西洋は世俗化が進み、科学的な自然観が普及していった時代であり、メイザースら創設者たちは、新たな体系を一から作るのではなく、複数の伝統を（団員だった詩人のイェイツの言葉を借りれば）「綜合（synthesize）」し、近代的な魔術体系を作り上げ、自分たちの教義に正統性を与えようとした。この過程をイェイツは「伝統の発明（the invention of tradition）」と呼んでいる。19世紀半ばには、創設者たちが所属していたメイソン薔薇十字の中には、エジプト魔術や東洋哲学の要素が加わっており、黄金の夜明け団の教義は、カバラやフリーメイソン、薔薇十字、エジプト魔術、東洋哲学、グリモワール（魔術書）など秘教のそれぞれの伝統に依拠しながらも、それらを近代的な解釈のもとに綜合し、新たな象徴体系として構築するというものであった。教義は秘教的な象徴主義に満ちており、カバラの思想を中心に、様々な要素が「綜合」され、独自の体系が形成されている。このような綜合的な象徴体系の成立には、「魔術的および錬金術的伝統、タロー（タロット）解釈、それにほとんど知らないヘブル・カバラをロマン主義化した」フランスの魔術作家エリファス・レヴィの影響が強く見られる。
英国王立芸術大学のジェームス・マシンは、団員だったイギリスのホラー小説・超自然的フィクションの小説家アーサー・マッケンが、同団の思想が最近生み出されたものである証拠として、明らかに近代的なシンクレティズムが見られることを特に指摘したことを挙げている。近代的なシンクレティズムは1880年代以降の考え方そのものであり、古代はもちろん、19世紀初頭にも存在しないという。 研究者の浜野志保は、「魔術の伝統をそのまま継承するのではなく、いくつもの伝統の中から新たな伝統を発明したという点において、黄金の夜明け団の教義は、きわめて十九世紀的な『進歩と進化という概念を、綜合という形で具現化した』ものである。さらに、そのようなプロセスを経て生み出された教義の継承が、“中流階級”の拡張と共に勢力を伸ばした文字メディアを介して行われたという点にも、ヴィクトリア朝という時代の色が濃厚に現われる。」と評している。

### カジュアルな気軽さ
ライヤーソン大学のデニス・デニソフは、同団の興隆において最も興味深いのは、「その秘密ではなく、団員含む多くのヴィクトリア朝人が、カジュアルな気軽さともいえる心構えで、教団とその関心を自身の人生に取り入れていたことである。」と評している。

### エリート主義
すべての文化的、霊的・精神的成長を担うごく少数のエリートが存在するというニーチェのアイデアを受け入れており、公然とエリート主義組織だった。団員になるということは、霊的な進化におけるエリートの一員になることだった。アレイスター・クロウリーの弟子で、後に黄金の夜明けの魔術に関する一般的な解説書を著したイスラエル・リガルディーは晩年、黄金の夜明け団はエリート主義的なシステムだと言え、団員は全盛期でもイングランドでせいぜい250人程度だったろうが、教団は進化を自らの手で行おうとする少数の人々のためのものだったと述べている。
この秘密のエリート組織は、神智学協会と同様、特に富裕層と教養ある中産階級にアピールした。アレックス・オーウェンは、オカルト組織は「紳士の会員制クラブを思わせる、明らかにブルジョア的な雰囲気があった。オカルトは特に、クロウリーやイェイツ、あるいは自らを『グレンストレ伯爵』と呼んだメイザースのような、貴族気取りで肩書きや格式を好む中流階級の俗物たちにアピールした。」と書いており、一時入団したモード・ゴンは団員を「英国中産階級の愚鈍のエッセンス（very essence of middle-class dullness）」と評した。オカルティストたちは権力、正確には政治的権力ではなく（政治的権力と関わる者もいたが）、宇宙的な力（cosmic power）に興味を持っていた。
ジュールス・エヴァンスは、進化論的スピリチュアリティの集団的ナルシシズムへの傾向は、階級的な特権意識と重なると述べ、黄金の夜明け団、神智学協会、心霊研究協会のような大戦前のスピリチュアル・ムーブメントは、上流階級や中流階級の裕福で教養のある信奉者を引きつける傾向があり、彼らは自分たちを、都市の労働者階級よりも進化した存在とみなす傾向があったと指摘している。大戦後のヒューマン・ポテンシャル運動にも、スピリチュアルなナルシシズムと階級的な特権意識という同様の傾向が見られるという。

### 進化論的オカルティズム
同団の「魔術活動の偉大な目的」は、「人間と神性の一致」であり、魔術が最終的に為そうとしたことは、人間を、あるいは少なくとも一部の人間を神に変容させることだった。19世紀末から20世紀初頭にかけてのスピリチュアル・ムーブメントは、進化したエリートと、そのはるか下にいる隷属的な大衆という、自然界における精神的・生物学的なヒエラルキーという見解を共有しており、団員の多くはこの見解を持っていた。1880年代から1920年代当時には、人類が集合的に神性（超人）へと移行する、輝かしい新時代の幕開けへの期待が見られ、同団は、自分たちがこの人類進化の助産師であり、「（神性という）未知の地へ橋を架ける技術者」であると信じていた。
ジュールス・エヴァンスは、黄金の夜明け団で性魔術が行われていたと考えており、この団の使命の中心は、信奉者たちが性魔術を使って、人類という種のために上級の魂を子孫に注ぎ込むことだったと述べている。人間の本性を（黄金に喩えられる）神性に変換することを目指す錬金術のような「人間を神聖な状態にまで『霊的』に高める」、「『完璧な人間」を創造する」という試みは、遅かれ早かれセックスに関わるものであるが、同団はフリーメーソンと異なり女性の参入を認めており、アレクシス・オーウェンは、指導者の一部の人が性魔術を密かに実践していた可能性を示している。教団は、占星術師アラン・レオの『A Thousand and One Notable Nativities:The Astrologer’s “Who’s Who”（非常に多くの名士の誕生時の天宮図: 占星術名士録）』という本を推奨しており、これは優秀な子どもを生むために最良の占星術的条件について書かれた、オカルト優生学的なガイド本だった。

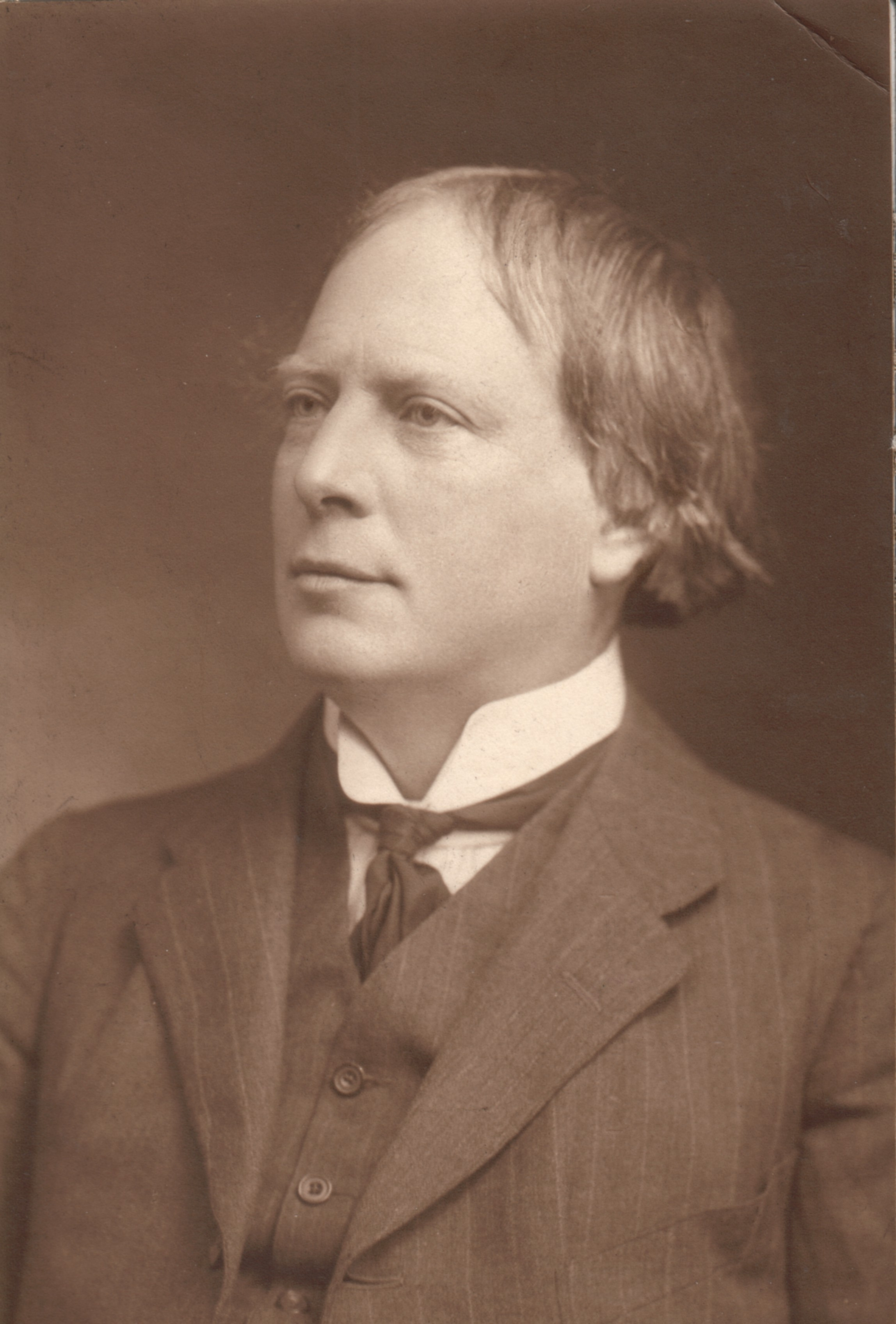
アーサー・マッケン

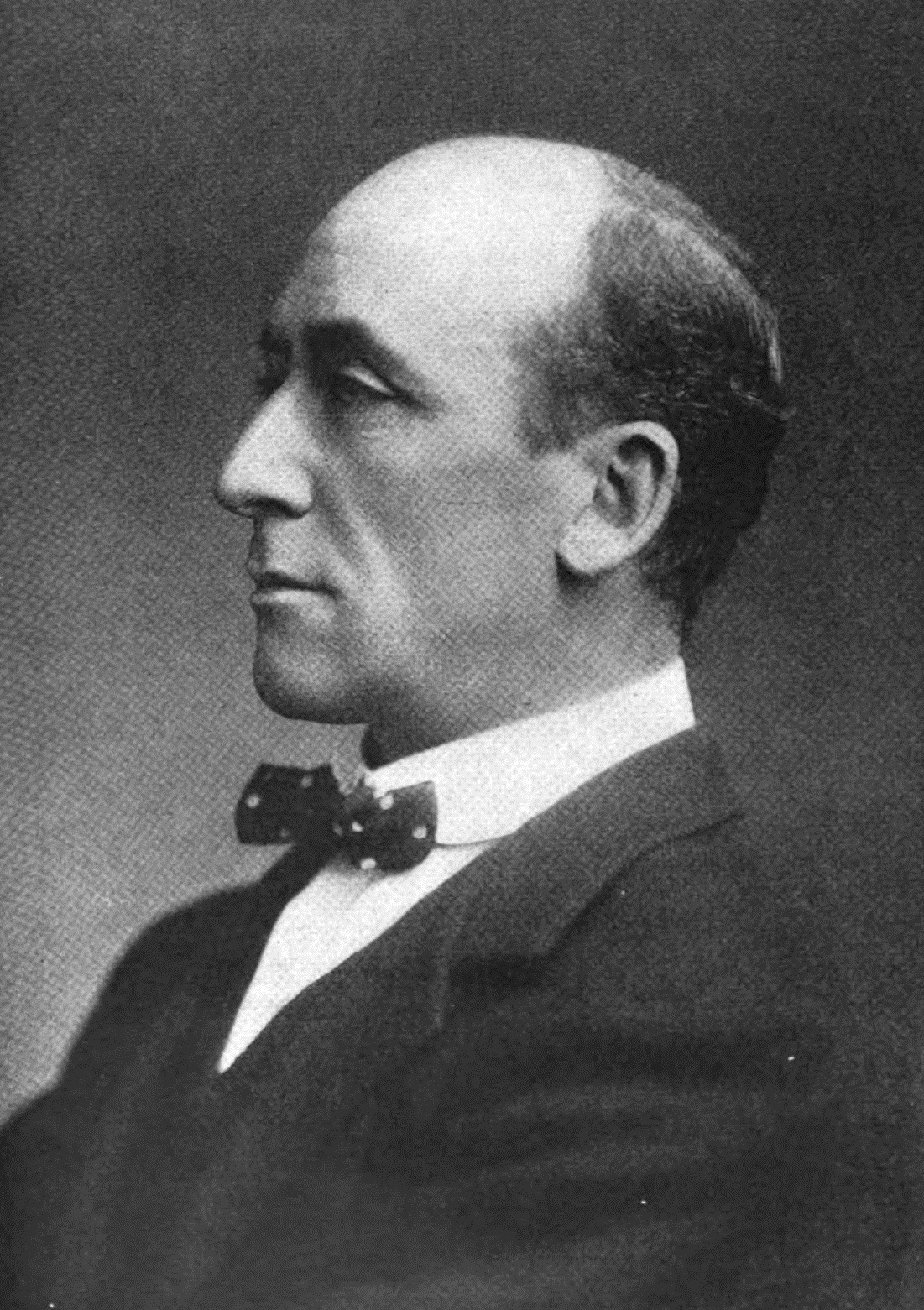
アルジャーノン・ブラックウッド

アレイスター・クロウリー、ウィリアム・バトラー・イェイツ、フローレンス・ファー、イザベル・ド・スタイガー、ダイアン・フォーチュン、アルジャーノン・ブラックウッドなど、同団または後続団体のメンバーの多くは、強弱はあれど何らかの形で優生学を支持した。

### 内部対立
霊的・精神的で魔術的な啓蒙という創設目的にもかかわらず、教団は内部対立に悩まされた。教団内での位階が高いアデプトは皆強い独立心を持つ傾向があり、そのためアデプトが増えると必然的に、教団内では対立が起こった。団内の諍いの積み重ねと、教団がスキャンダルに巻き込まれ社会的面目を失ったこと等から分裂し、黄金の夜明け団という組織自体は終了した

## 歴史

### 誕生までの経緯
黄金の夜明け団の創設は、フリーメイソン系の神秘主義サロンである英国薔薇十字協会の会員ウィリアム・ウィン・ウェストコットが、1887年8月に牧師のA・F・A・ウッドフォードをから譲り受けた60枚の暗号で書かれた紙片（暗号文書）を発見し、彼はその暗号が『ポリグラフィア』でトリテミウスが示した錬金術文書のようなものだろうと見抜いた。ウッドフォードは、文書はエリファス・レヴィの手を経ていると主張したとされる。しかし、文章入手の経緯についてウェストコットが述べたことはほとんど嘘である。
文書は筆者不明の魔術結社設立に向けた原案メモであり、『ポリグラフィア』に由来する換字式暗号で綴られていたという。ウェストコットが解読すると、魔術教団（Order）の階級儀式と、ヘルメス主義的カバラ、占星術、オカルト・タロット、ジオマンシー、錬金術を含むカリキュラムの概要が記されていたという。「カバラにおける『生命の樹』とタロットとの関係」が書かれており、この文章が黄金の夜明け団の設立の契機、思想実践のベースとなったと言われている。（生命の樹とタロットの関係に最初に言及したのはレヴィである。）

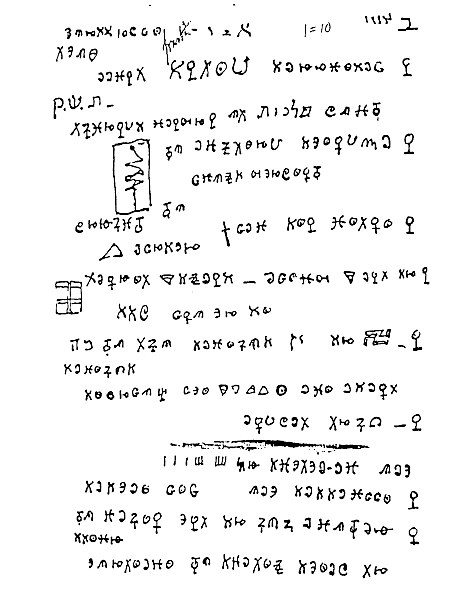
暗号文書
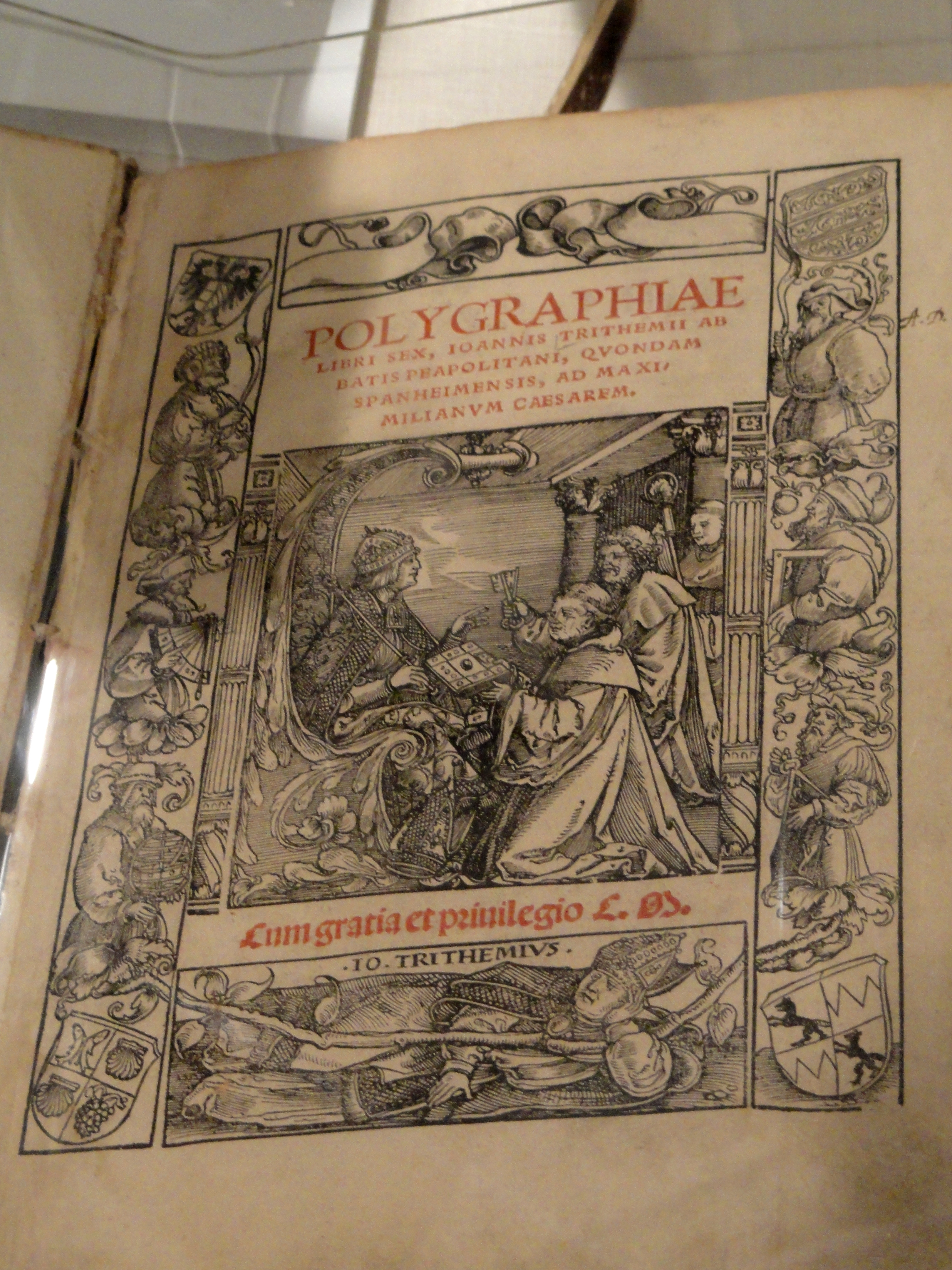
ポリグラフィア
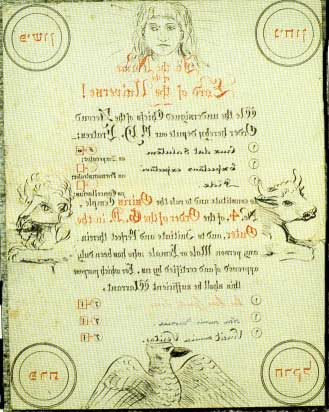
設立許可証

ウェストコットは教団設立の正当性を主張するために、次のように話を作った。同年9月に全文の復号に成功した彼は、文書の中にドイツ在住のアンナ・シュプレンゲルという人物の住所を見つけ、同時に返信を望んでいる一文も確認したという。シュプレンゲルと書簡連絡を取るようになったウェストコットは、彼女を伝説の薔薇十字団の教義を継承する偉大な魔術師であると認め、秘密の首領と仰ぐようになった。かねてより独自のオカルト団体を作りたいと考えていたウェストコットは、シュプレンゲルとの手紙のやり取りの中でその意志を伝えると、彼女が所属するというドイツの薔薇十字系魔術結社 Die goldene Dämmerung （黄金の夜明け）が公認する支部設立の許可を受け取ることになり、同時にその教義は暗号文書の記載内容に則ったものと定められた。ウェストコットはこの秘密の首領のお墨付きを元に、弟子のマグレガー・メイザースと英国薔薇十字協会の会長であった年長者ウィリアム・ロバート・ウッドマンを共同創立者にして、1888年3月1日に神殿（テンプル）と称する魔術結社の運営施設イシス・ウラニア神殿をロンドンに開いた。
これが黄金の夜明け団の発足であり、ドイツ薔薇十字団の流れを汲むものとされた。この創立譚はあくまで神話である。実際の起源とは関係なく、暗号文書は黄金の夜明け団の儀式および象徴の構造の基礎となっている。
暗号文章の由来と信憑性には当時から疑いの目が向けられており、団員だったアーサー・マッケンは、中世の薔薇十字団と秘密の首領たちによる暗号写本が教団の輝かしいルーツであるという話には、「そこには一片の真実もなかった」と断言している。前述の暗号文書はウェストコットの偽造ではないと考えられているが、現代の研究者は入手経路に関するウェストコットの主張を額面通り受けとっていない。古書ディーラーで魔術・秘教組織の歴史の権威ロバート・ギルバートによると、この暗号文書は、ウェストコットの仲間でフリーメイソン的薔薇十字思想家のケネス・マッケンジーが書いた文章の中にあったもので、儀式の概要が暗号文で書かれていた。（ロバート・ギルバートは、ケネス・マッケンジーはウォルター・サヴェージ・ランダーの友人で翻訳者としてある程度有名な人物で、教団結成の10年も前の著作『ロイヤル・メイソン百科事典（Royal Masonic Cyclopaedia）』（1877年）に、教団で使われた等級と象徴を掲載していたことを指摘している。）暗号は簡単に解読できたため、ウェストコットはウッドマンとメイザースの助けを得て、この概要を基に実際に行える儀式の形に発展させた。団員だったアーサー・エドワード・ウェイトは、暗号文章の年代を説得力を持って1870年から1880年と同定しており、マッケンジーが著者であるという説を裏付けている。オカルト小説『ザノーニ』 (1842年)で団員から賞賛されていた作家のエドワード・ブルワー＝リットンが犯人ではないかという意見もある。大英博物館でトリテミウス暗号の実例を容易に見ることができ、この文章はロンドンで偽造された可能性がある。
「アンナ・シュプレンゲル」は架空のドイツ人アデプトで、文通はウェストコットを権威付けるための捏造、おそらく彼自身によるものであろうと考えられている。ロバート・ギルバートは、アンナ・シュプレンゲルの団員名（モットー）「Sapiens dominabitur Astris（賢者は星々を支配するであろう）」は、1888年に亡くなったアンナ・キングスフォードが編集し1647年に復刊したヴァレンティン・ヴァイゲルの『理論化された占星術』のタイトル・ページにあることを指摘し、シュプレンゲルはアンナ・キングスフォードがモデルであるかのもしれないと推測している。ライヤーソン大学のデニス・デニソフは、男性だけのフリーメイソンの会員である創設者3人が、架空の上司に女性を選んだだけでなく、教団の象徴的な中心の体現として二柱の女神（エジプトの魔術と自然の女神イシスとギリシャの天文の女神ウラニア）を選んだことは興味深いと述べている。ヘレナ・P・ブラヴァツキーの最初の著作は『ヴェールを脱いだイシス』（1877年）で、本書の成功で女神イシスはヴィクトリア朝の異教リバイバルの中心的存在となっており、最初の神殿がイシスに捧げられたことは、教団をブラヴァツキーの神智学に結び付けた。またウラニアは、ジョン・ミルトンが『失楽園』で古典的な異教の女神として描いており、ミュリエル・ペカスタン＝ボワシエールは、教団のイシスとウラニアの採用には、ヴィクトリア朝のキリスト教の家父長制から脱却したいという願望があったとみている。
手紙の捏造の事実をメイザースは設立当時知らなかったかもしれないが、後には間違いなく知っていた。団員達は全く疑っておらず、自分たちは、クリスチャン・ローゼンクロイツが設立した同胞団から続く、ドイツで栄えた秘密の薔薇十字団を継ぐ者で、黄金の夜明け団はそのイギリス支部だと信じ、ローゼンクロイツの実在と、彼が東方への神秘的な旅で得た叡智の継承者であるという伝説を信じ、モーセもイニシエーションを受けた千年も遡る古い秘儀伝統を受け継いでおり、自分たちが受け取る知識・儀礼は、古代の資料に基づいていると確信していた。ウェストコットは入団者に、最近のアデプトとしてエリファス・レヴィを挙げ、こうした手の込んだ捏造の歴史を真実として教えていた。
ウェストコットが運営面を担当し、メイザースは教義面を担当した。冒頭の英国薔薇十字協会の会長でもあるウッドマンは権威付けのための名義貸しのようなものであった。教団は最初からウェストコットとメイザースの二人で運営され、二人は単独では特に傑出した人間というわけではなかったが、二人の優れたチームワークは卓越した結果を生んだ。
三人は同時にアデプトとなり団体の首領 (ruling chief) となった。英国薔薇十字協会はキリスト教神学の一種であるキリスト教秘儀派のサロンであり、在籍者はフリーメイソンに限られていた。黄金の夜明け団は事実上その分派であったが、一般人でも入団できたことから組織的な繋がりはなく、また教義上の系譜も否定された。

### 神殿の開設
1888年3月1日に最初の運営施設となる「イシス・ウラニア神殿」が英国ロンドンに開かれた。続けて年内にサマセット州のウェストン・スーパーメア区に「オシリス神殿」が、ウェストヨークシャー州のブラッドフォード市にも「ホルス神殿」が開設された。さらに主要団員でホラー作家のジョン・ウィリアム・ブロディ＝イネスがスコットランドのエディンバラに「アメン・ラー神殿」を設立した。1892年にメイザースはロンドンを離れてフランスのパリに移住し、そこで「アハトル神殿」を立ち上げた。またアメリカからの参入者も増えたので、1900年までに「トート・ヘルメス神殿」など複数の支部がアメリカに設置された。こちらでは物好きな米国人のための位階売買が行なわれてメイザースの収入源になっていたという。
フリーメイソン限定であった英国薔薇十字協会と異なり、ウェストコットの意向で黄金の夜明け団は一般人にも門戸が開かれていた。またメイザースは、アンナ・キングスフォードと彼女のパートナーのエドワード・メイトランドの影響を受け、教団内の立場の男女平等を強硬に主張、ウェストコットは反対したが、メイザースが参加を拒否したため受け入れた。メイソン系とは一線を画して団内は男女平等となり、また補職と待遇に性差での区別を付けなかった。

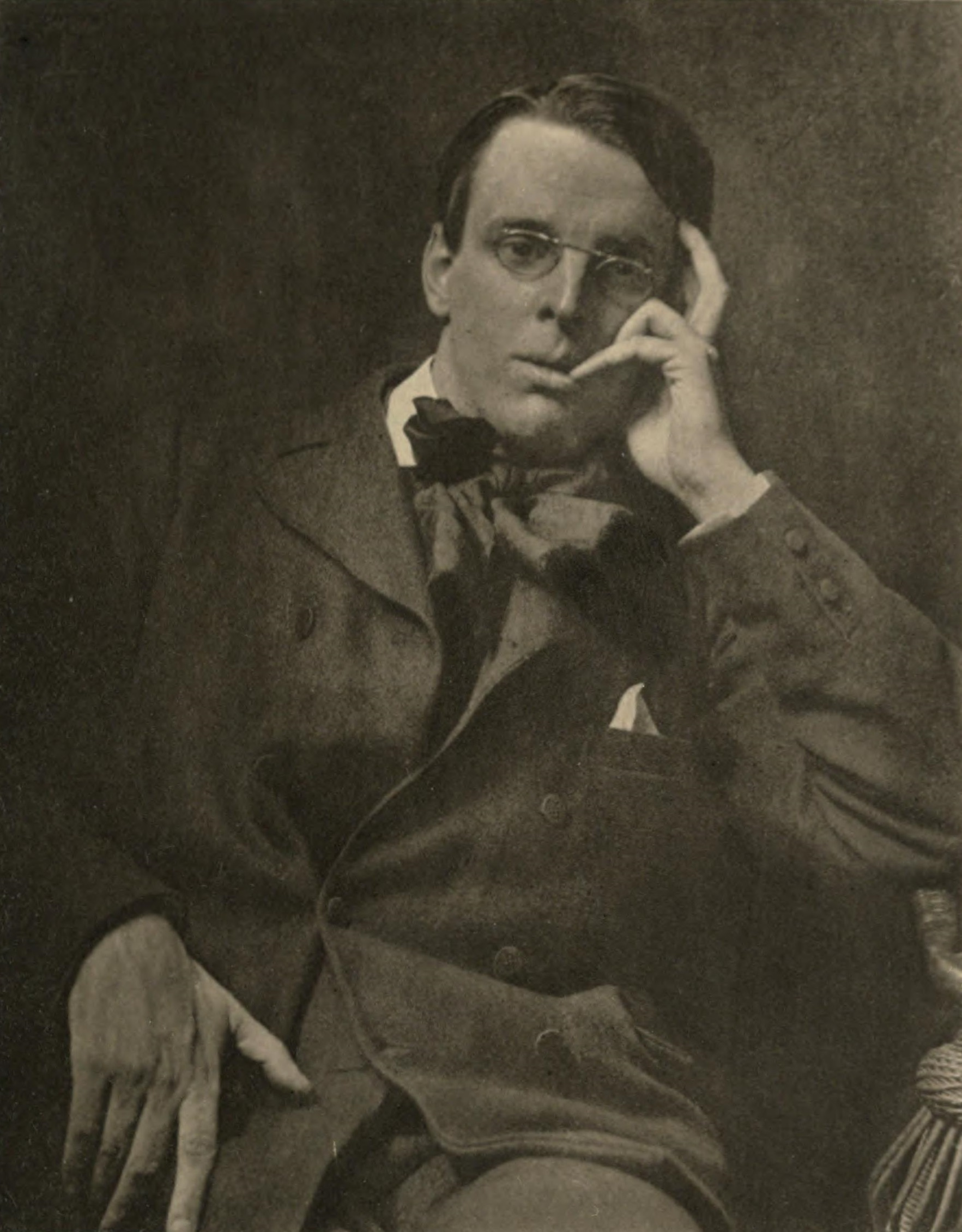
ウィリアム・バトラー・イェイツ

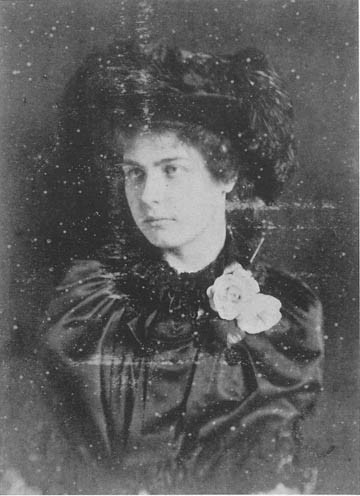
コンスタンス・メアリー・ワイルド

団員は紹介や推薦、口コミや、神智学雑誌「ルシファー」やメイソン系機関紙に掲載された募集によって集められ、また大英博物館周辺などでこれはと思った人物を勧誘することもあった。その際はフリーメイソンと英国薔薇十字協会のブランドが利用され、さらに興味を引いた人間には薔薇十字団の名も持ち出された。1888年3月に、ミナ・ベルクソン（のちメイザースと結婚しケルト風のモイナ・メイザースに改名した。）を含めた4名がイニシエーションを受けて最初の新団員となった。初期の参入者は他に、オスカー・ワイルド夫人のコンスタンス・メアリー・ワイルド、詩人でアイルランドのケルト復興運動・演劇運動を主導したウィリアム・バトラー・イェイツ（のちノーベル文学賞受賞）らがいる。こうして設立から2年の間に文化人、知識人、中産階級を中心にして100名以上が加入した。1890年6月にミナ・ベルクソンの親友で、資産家であり、演劇への多大な貢献で名を残したアニー・ホーニマンが入団した。ホーニマンはミナ・ベルクソンの美術の才能を高く評価し、その才能を後押ししたいと考えており、彼女がメイザースと婚約すると、父親を説得して、私設のホーニマン博物館のポストを収入の当てのないメイザースに用意し、二人のために住居も与えた。この助けのおかげで、二人は1890年に6月に結婚し、モイナは夫に熱心に尽くし続け、彼の死後もその教えの忠実な支持者だった。

### 隆盛そして軋轢

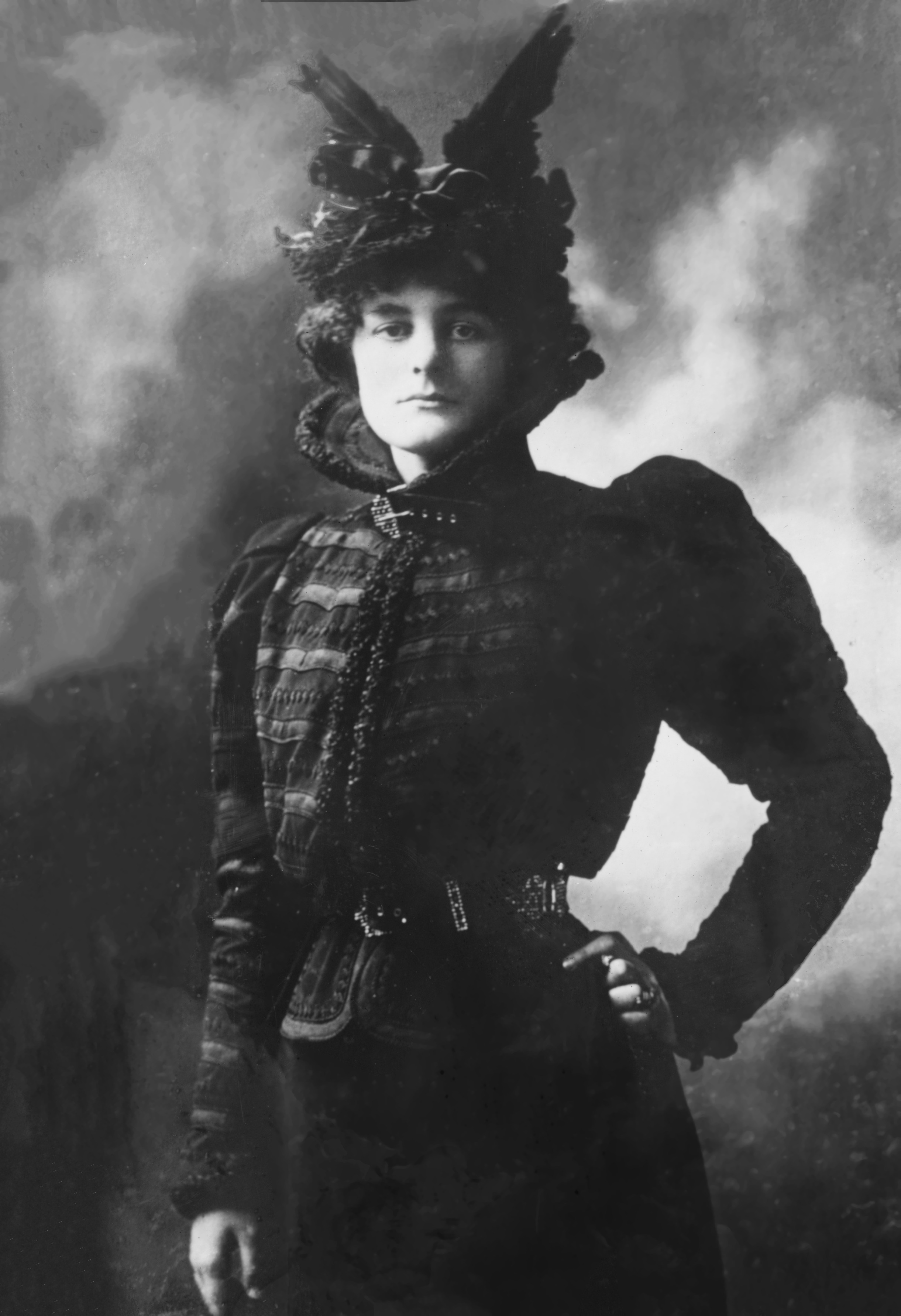
モード・ゴン

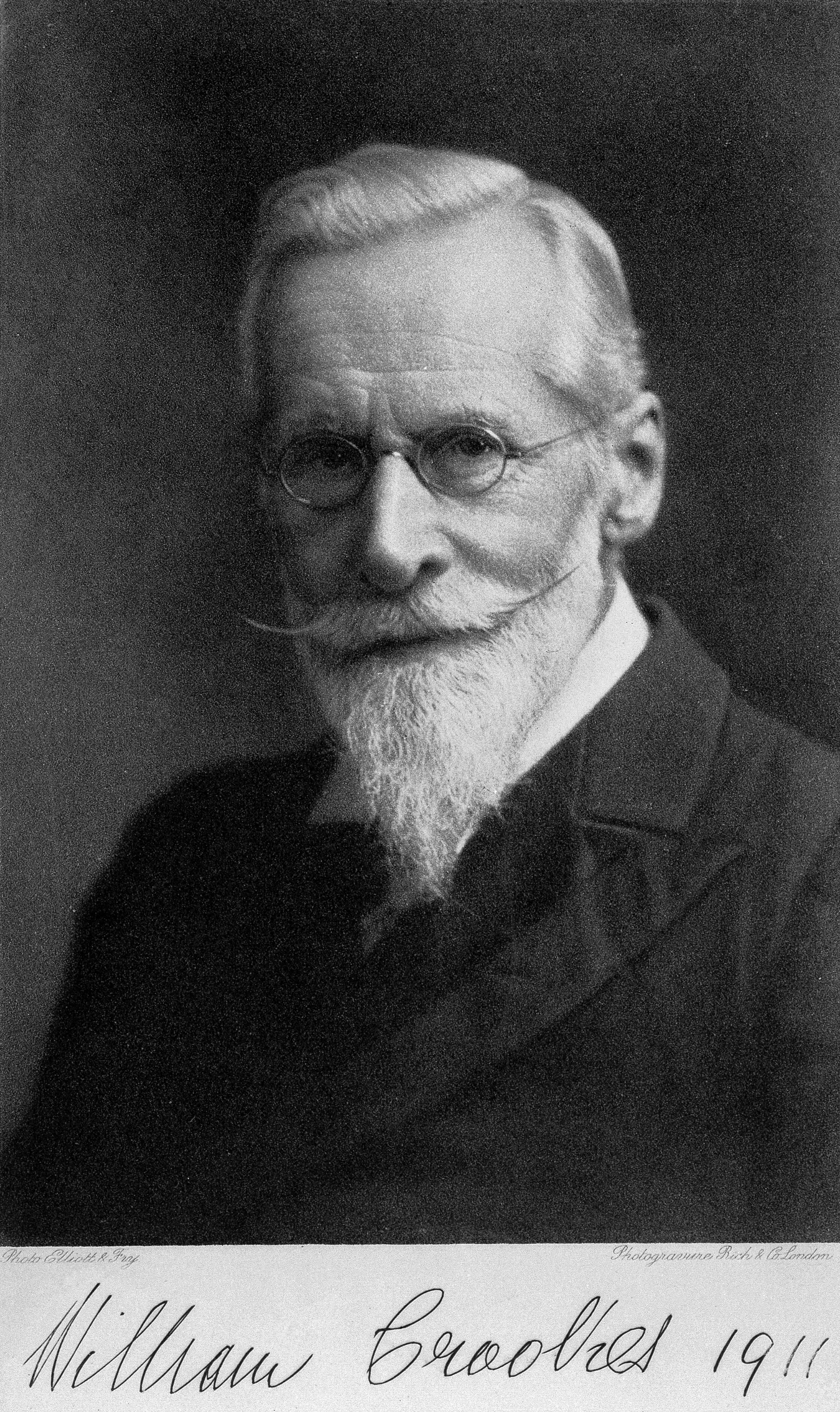
ウィリアム・クルックス

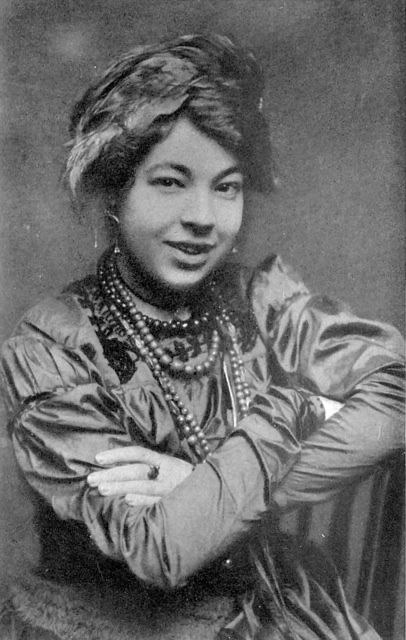
パメラ・コールマン・スミス

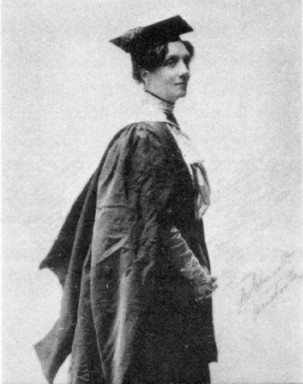
アニー・ホーニマン

1890年秋の時点で100名以上のメンバーが在籍していた。団員には既出のメンバー含め、女優・音楽家・演出家のフローレンス・ファー、アイルランド独立運動の闘士で女優のモード・ゴン、当時のイギリスの二大ファンタジー作家アーサー・マッケンとアルジャーノン・ブラックウッド、詩人でスコットランドのケルト復興運動を率いたウィリアム・シャープ（覆面作家のフィオナ・マクラウド）、物理学者ウィリアム・クルックス、といった当時の著名な文化人、知識人が短期間の在籍を含めて名を連ねていた。隠秘学方面の人物としては著述家のアーサー・エドワード・ウェイト、魔術師アレイスター・クロウリー、ウェイト版タロットを描いた画家パメラ・コールマン・スミスなどがいた。1897年の年末までに、331人の男女（男女比はおよそ3：2）が加入儀礼を受けたが、うち25％は退団した。
1891年、ウェストコットは秘密の首領であるシュプレンゲルからの連絡が途絶えたと公表し、団体運営は新たな節目を迎えた。これはより自由なスタイルで今後の教義と活動の幅を広げようとする意思表示でもあった。同年末に高齢の首領ウッドマンが死去した。
メイザースは教団のための儀式を作る仕事に取りかかり、ジョン・ディーとエドワード・ケリーのエノキアン魔術を作り直した。妻のモイナには超能力があったと言われ、2人はチームとして協力し、彼女は透視を行い、内なる霊と交信した。
メイザースはアニー・ホーニマンの助けで得たホーニマン博物館のポストを、議論好きが災いして失った。ホーニマンはモイナが夫の要求に邪魔されずにパリで芸術の才能を発揮するべきだと説得し、資金援助をしたが、モイナはメイザースと共に1892年にロンドンを離れてパリに移り、二人はホーニマンの金銭的支援に頼って暮らした。メイザースはパリで新たな秘密の首領との接触に成功したと発表。ウェストコットは驚いたようで、この辺から団内のぎくしゃくが始まったと見られている。ウェストコットは対立を避けてこれに同調し、以後の教義はメイザースが全面的に作成することになった。メイザースは1894年にパリにロッジを設立。エジプトの宗教を復活させることに熱心で、彼とモイナはイシスの儀式とエジプトの礼拝を行い、収入を得るためにそれを劇場で上演することもあった。
メイザースは権力を持ったことで傲慢で専制的な態度を増していった。ホーニマンは、パリでのメイザースの深酒、浪費癖、度重なる金の要求に苛立つようになり、またその教えに不純なものが混じり始めたと感じ、彼が教団の仕事をないがしろにしてケルト復興運動に関わり、スチュワート朝をイギリス王位に復活させよう目論むジャコバイトの主張を応援する夢想家たちの仲間に加わったり、独立スコットランド王制を打ち立てることを議論したり、ビザンチンの「皇帝」等の王位僭称者たちと親しく付き合うなど、空想的な政治活動に没頭することに悩まされた。ホーニマンが手紙で懸念を伝えると、メイザース夫妻は冷酷で侮辱的な返事をし、ホーニマンが二人への援助の支払いを年300ポンドを年4回に分けて払うと明確化すると、メイザース夫妻はルールは受け入れるがすぐに最初の支払いを行うよう懇願。両者の間には不快な応酬が続き、ホーニマンは1896年6月にメイザース夫妻に、次月の支払いで支援を取りやめることを伝えた。
メイザースは7月に、2人の上位メンバーに対し13項目の告発を行ったが、そのうち11項目はホーニマンに対するもので、彼女はイシス＝ウラニア神殿の副プラエモンストラトリックス（導き手）の役職を辞任した。自身の権威の弱体化を懸念したメイザースはさらに、秘密の首領の唯一の連絡相手に選ばれたと主張し、上位階級全員に「自発的服従」の表明文への署名を求め、ウェストコットとホーニマンを含む全員がこれに応じたが、メイザースはホーニマンに変わらぬ「不快感」を示し、「教団における私の地位を突き崩そうとするだけでなく、貧窮に陥らせるなど、貴方が持つあらゆる手段を用いて私を痛めつけている」と責め、またウェストコットに対しても自分を故意に傀儡の位置に貶めようとしていると批判している。ホーニマンはモイナからさらに送金を求められたが応じず、メイザースはウェストコットに相談することなく、ホーニマンを第一団、第二団両方から追放した。彼女はメイザースと交わした手紙の写しをウェストコットに送り、彼は「ぞっとした」と述べ彼女への同情を伝えたが、専制君主と化していたメイザースに対し自分ができることはないと認めた。ホーニマンは団の教えと儀礼に忠誠を尽くす活発な上位団員で、資産家で気前が良かったが、通常自分の援助が人に知られないよう念入りに隠し（援助された当人にすら知らせないこともあった）、メイザース夫妻への援助を周囲のほぼ誰も知らなかったが、1896年末までにウィリアム・ペックと教団の他のメンバーに自身が行った財政援助の詳細を知らせた。メイザースとのシンパのアラン・ベネットとエドワード・ウィリアム・ベリッジ以外のロンドンの団員はひどく憤り、ホーニマンを追放して自分の権威を増そうというメイザースの試みは逆効果であった。この傲慢な行いに、教団内には不満がくすぶるようになる。フレデリック・リー・ガードナーはホーニマンの復権を求める嘆願書を作り、大半のメンバーが署名し、メイザースに送られた。
1897年頃にウェストコットは、突然首領職を辞して団体運営から手を引いた（脱退はしなかった）。ガードナー宛の手紙によると、「魔力を持つ人間として振る舞ってきた」協会の幹部であることを上司に知られてしまったことが理由で、ウェストコットは誰かにリークされたのだとほのめかしている。ロバート・ギルバートは、これは偽りの理由で、メイザースから、教団設立時の捏造の決定的証拠の暴露されたくなければ辞任するよう要求されたのだと推測している。
こうしてパリ在住のメイザースが唯一の首領になり、ロンドンのイシス・ウラニア神殿の運営をフローレンス・ファーにまかせてイギリス側の代表とする新体制を発足させた。同時に教団内に、招待された人だけが参加し一緒に魔術的な作業を行う秘密のグループを作ることが認められ、ウェストコットや、メイザースによってイシス＝ウラニア神殿のインペラトルのポストから外されたブロディ＝イネスは、失った権威を埋め合わせるように自分のグループを作った。1895年末にファーは大英博物館でエジプト人のアデプトと接触したと公言し、メイザース以外に秘密の首領と交流があると主張した最初の団員となっており、彼女のグループ「スフィア（球）」は教団の中で重要な存在となっていった。
ファーはメイザースの財政的困難のために、第二団のメンバーに彼のために寄付を募った。メイザースは変わらず独断的な行動を続け、団員たちの反感を買い続け、パリのメイザースとロンドンの団員たちの関係は悪化した。

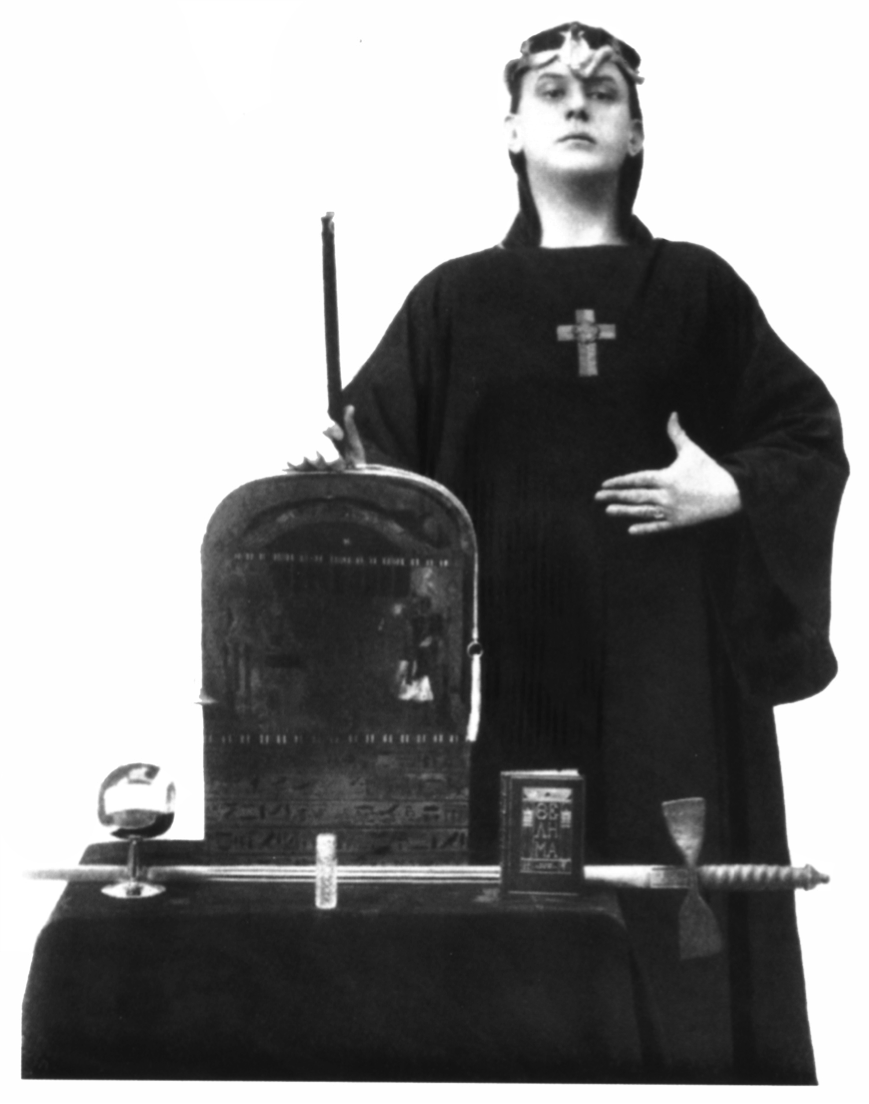
アレイスター・クロウリー

1899年、イシス・ウラニア神殿は、同性愛スキャンダルで悪名高く、団内の不評を買っていたクロウリーのアデプト昇格を拒否し、これに反発したクロウリーがパリにいる首領メイザースを頼ったことで新たな波乱が巻き起こった。1900年1月16日にメイザースは自身に反抗的なロンドン側への当てつけも兼ねて、パリのアハトル神殿でクロウリーをアデプトに昇格させた。ロンドンに帰還したクロウリーは、ファーたちにメイザースの昇格決定に従うよう要求したが、ファーは断固拒絶し問題が収束するまでのイシス・ウラニア神殿の閉鎖とイギリス代表辞任の意思を表明した。対立が続く中でパリのメイザースは、ファーたちの背後でウェストコットが糸を引いていると疑心暗鬼に駆られるようになり、彼の信用を落とせばロンドン側を切り崩せると考えて、2月16日付けの返信内で秘密の首領シュプレンゲルの書簡はウェストコットの捏造であったと唐突に暴露した。これによって団内全体が紛糾することになった。ファーたちはウェストコットの回答も得た上で事態収拾の会合を繰り返し開き、3月3日にメイザースに対して捏造とする証拠の提示を求めた。この予想外の反応に困惑したメイザースは拒否という態度を取った。調停は決裂し、3月23日にパリのメイザースはファーの解任指示を出したが、逆に29日のロンドンの会議で首領メイザースの追放が決定された。
翌4月にメイザースは教団の支配権回復のために、クロウリーをロンドンに送り込んだ。イシス・ウラニア神殿の保管庫にある重要文書と儀式道具をクロウリーに押収させ、運営不能にするという強硬手段に出たが、建物に押し入ったところで警察に通報されて失敗した（保管庫の所在地からブライスロードの戦いと呼ばれた）。クロウリーに対抗するためにウィリアム・バトラー・イェイツが教団運営に関わるようになり、彼は再度の侵入を警戒して建物に立てこもり、チャールズ・ラッセルに弁護を依頼し、クロウリーを告訴し勝訴した。クロウリーは1900年に短期間で教団を追放された。

### 分裂
ブライスロードの事件で黄金の夜明け団の確執と亀裂は修復不可能になった。ファーたちはメイザースを支持するエドワード・ウィリアム・ベリッジ一派の除名も決定し、追い出されたベリッジらはロンドンの別住所に同名の神殿を開設したのでイシス・ウラニア神殿は二つに分裂した。この内紛を傍観していたホルス神殿とオシリス神殿はそのままメイザースの下に残ったが、双方ともメンバーは少数であった。ブロディ＝イネス運営のアメン・ラー神殿はファーたちに合流した。アメリカにある複数の神殿はメイザースとのコネクションを維持した。こうして1900年4月の時点で黄金の夜明け団は、メイザース派とファー派に二分されることになった。
ウィリアム・バトラー・イェイツがホーニマンの復帰を求め、1900年4月に総会の投票で復帰が決まり、メイザースはすでに首領としては認められないこと、彼との関係を断つことが宣言され、教団の運営は選出された執行議会が行うことになった。執行議会はE・A・ハンターが監査、フローレンス・ファーが議長、アニー・ホーニマンが書記、インストラクターとしてイェイツら7名が選ばれ、イシス＝ウラニア神殿のチーフたちと儀式主催者も加えられた。ベリッジの指示を受けたスコット夫人はホーニマンを脅迫し、匿名で彼女の父に娘が魔術結社に所属していることを告げ口したが、ホーニマンは敢然と対抗し、弁護士から誹謗中傷を止めるよう手紙を送らせた。
ファーはどんな規範もあまり尊重しない性格で、ホーニマンは自分が不在中のファーによる教団の記録の扱いがぞんざいで、試験システムがいい加減になったことに憤り、記録を正確にし規律を復活させようと努力してファーを苛立たせ、また教団内の秘密のグループの存在に驚いた。ホーニマンはファーのスフィア・グループへの対抗キャンペーンを始め、イェイツは最初ホーニマンが正しいと思えなかったが、規律の問題もグループの問題も、調べてみるとホーニマンに理があると思い、ホーニマンの強力な同調者となった。イェイツにとって、ファーは古い友人で、彼が主導するアイルランド演劇運動の仲間であり、一方ホーニマンには、次の劇場の支援者としてひそかに期待を寄せているという、複雑で微妙な関係でもあった。執行議会は秘密グループのメンバーが多数を占めており、会議の前からホーニマンへの攻撃が計画され、彼女に対し選挙での不正を画策していると侮辱し、会議で秘密グループは合法化され、ファーは権力争いに勝利。イェイツはファーが議長として行った数々の違反行為を批判し、これに対しファーたちは会議の多数派としてイェイツとホーニマンを批判し、試験制度や階級の重要性を否定。1901年にホーニマンとイェイツは執行議会を辞任、イェイツはパンフレットを印刷して、会議多数派のやり方は教団を単なる実験と調査のための団体に堕落させ、個人がそれぞれ力と知識を求めるだけの「秘密のグループの溜まり場」になってしまうと訴え、教団運営から手を引いた。
トラブルは続き、ホロス夫妻を名乗る怪しいアメリカ人が教団に入り込んだ。彼らは偽霊媒師のオカルト詐欺師で、妻のアン・オデリア・ディス・デバールは伝説のアデプトのアンナ・シュプレンゲルを名乗り、メイザースに信じさせることに成功した。悪用のためにメイザースから教団の儀式の資料を入手するとイギリスに逃亡し、独自のオカルト団体を設立。多くの若い女性を入団させたが、入団式は明らかに黄金の夜明け団的なもので、宣誓書では同団に言及されていた。ホロス夫妻は彼女たちに財産を捧げさせ、夫はキリストの再臨を名乗り、神の子を産むとして彼女たちをレイプした。1901年12月に、入団の儀式で16歳の少女をレイプした罪で彼らは告訴され、裁判ではホロス夫妻が所持していた教団の入団儀式の秘密文書の写しが公表され、イニシエーション儀礼が読み上げられた。マスコミはこの事件を、黄金の夜明け団の名称と共にスキャンダラスに報道し、教団の名は汚名にまみれた。
メイザースとイギリスの神殿との対立、イギリス人メンバー同士の分裂も重なり、裁判での教団の悪評、公衆からの嘲笑が、すでに亀裂の入っていた教団への打撃となり、多くのメンバーが結社を脱退、黄金の夜明け団はいくつかのグループに分裂した。
1902年1月にファーとその一派は脱退し、これにより秘密のグループは解体し、秘密のグループを推進する動きも崩壊した。社会的体面を重んじるファー派は「暁の星」を作り、ブロディ＝イネスとロバート・ウィリアム・フェルキンが代表になった。ファー自身は神智学協会に加入し、エジプト式儀礼を含む儀礼を組織し、アーサー・エドワード・ウェイトをそこに加入させている。ブロディ＝イネスはエディンバラにあるアメン・ラー神殿を運営し、フェルキンはロンドンのイシス・ウラニア神殿を運営した。教団の運営はホーニマンとイェイツが訴えた見解と一致したものとなり、ホーニマンは一時教団に留まり、自分が受けた侮辱を回復しようと聴聞会を要求し、スフィア・グループへの詳細な告発を行い、第二団が指名した新しい3人の首領も彼女の側に立ったが、彼女は1903年2月に脱退した。ホーニマンは占星術への信仰や教団の体系に従ったタロットリーディングを続けたが、アイルランドとイングランドの演劇の事業に人生を捧げ、多大な貢献をした。アイルランドのアベイ座設立のためのイェイツへの支援の決断には、タロットリーディングが影響を与えた。
1903年になると儀式魔術の異教的様式を嫌悪していたアーサー・エドワード・ウェイトがイシス・ウラニア神殿内で派閥工作を始めた。自分たちを独立修正儀礼会と称したウェイトは同神殿の重鎮らの支持を得た上でフェルキンたちに活動内容の修正を求めた。この対立は結局、従来の儀式魔術を指向するフェルキンたち多数派の方が新しく用意された物件に移ることで折り合いが付き、その新施設はアマウン神殿と名付けられて「暁の星」の本部になった。こうしてイシス・ウラニア神殿を掌握したものの権威不足を自覚するウェイトは、パリのメイザースと連絡を取った上で表向き彼への忠誠を誓い、その公認団体とする同意を取り付けて「聖黄金の夜明け」と名乗るようになった。メイザースは公認のみで教義上の関与はしなかった。メイザースの信奉者たちは、彼の新しい教団「A∴O∴」に参加した。同じ頃、フェルキンの活動方針に不満を覚えるようになったブロディ＝イネスは「暁の星」を離れてメイザースと和解し、1907年にアメン・ラー神殿とともに「A∴O∴」へ合流した。残された「暁の星」はフェルキンの下で数々の混乱を経ながら続いた。メイザースは引退して表舞台から姿を消し、その晩年についてはほとんど知られていない。
以上の経緯により、黄金の夜明け団は「A∴O∴」「暁の星」「聖黄金の夜明け」といった三つの団体に分裂して、その教義は様々な形で受け継がれながらも黄金の夜明け団は終了した。これらの後続団体は、少なくとも20世紀後半までは存続していた。
一方で、分裂の一因ともなったアレイスター・クロウリーは、1907年に「銀の星」を結成した。共に我の強いクロウリーとメイザースは仲違いしており、クロウリーはその復讐として、黄金の夜明け団の秘密文書（メイザースによる大英図書館所蔵の17世紀の魔道書の翻訳）を勝手に出版し、メイザースはこれを阻止するためにロンドンで彼を訴えたが、1910年に敗訴した。クロウリーが無許可で出版した同団の魔術書は、ジェラルド・ガードナーに影響を与え、彼がウィッカ（魔女宗）の根拠とした偽の古文書『影の書』は、メイザースの『ソロモンの鍵』とクロウリーの儀式の両方から内容を借用していることがわかっている。現代でも儀式魔術については、セックスと麻薬を中心に据えた秘儀の系統の力が強く、クロウリーの影響が特に強いアメリカ西海岸（カリフォルニア）では、1970年以後性魔術を売りものにする反体制的なアンダーグラウンド集団が多数作られた。1969年に女優のシャロン・テートらを殺害したチャールズ・マンソンによるヒッピーのコミューン「ファミリー」がその極端な例として知られる。

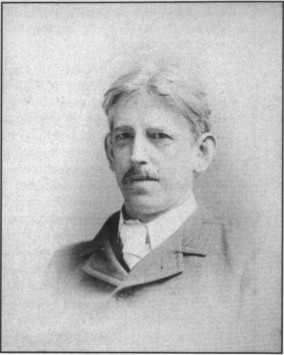
メイザース（A∴O∴）
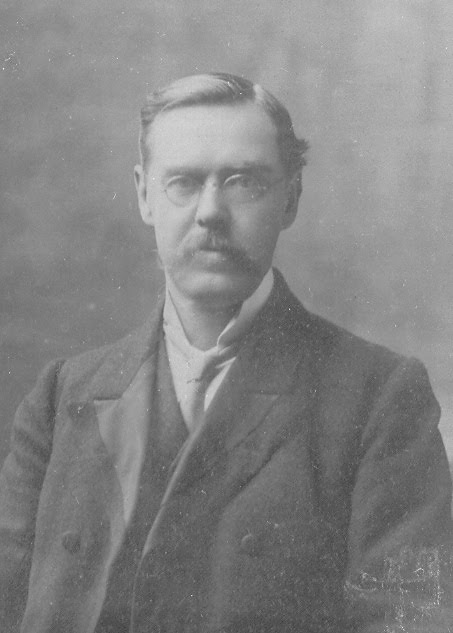
フェルキン（暁の星）
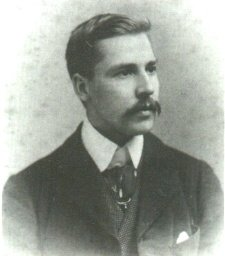
ウェイト（聖黄金の夜明け）

### 分派団体のその後
暁の星
1903年からアマウン神殿を率いる立場になったフェルキンは、その活動方針を黄金の夜明け団の源流であるドイツの薔薇十字系魔術結社に求めるべきと考え、自分たちを導いてくれる「秘密の首領」探しに没頭した。しかしこれは完全な迷走につながり、星幽体投射で探し当てた霊的首領の教えは団内を却って混乱させ、またドイツ探訪時にルドルフ・シュタイナーを秘密の首領と誤認し、彼の人智学が持ち込まれ、これは団内を更に紛糾させた。1912年にフェルキンはニュージーランドへ移住し、現地で「エメラルドの海」神殿を開設すると、混迷するアマウン神殿を残したままイギリスを離れた。フェルキンは1916年に第一次世界大戦下のロンドンに一時帰還してアマウン神殿の内紛状態を確認し、ブリストル市に「ヘルメス・ロッジ」を設立した。彼は過去の反省からアマウン神殿と同じ轍を踏むのを避けるべく、ロンドンから離れた地に黄金の夜明け団の遺産を残すための組織（ロッジ）を置いた。フェルキンの願い通り、ヘルメス・ロッジのメンバーは1930年代半ばまで安定した運営を続け、アレイスター・クロウリーの秘書だった若いアメリカ人イスラエル・リガルディーの加入で、教団の生き残りは確実なものになった。エメラルドの海神殿は現地に永住したフェルキン家族らによって、こちらでも黄金の夜明け団の遺産を守りつつ1970年代まで存続していた。アマウン神殿は1919年に一時閉鎖状態に陥り、1939年の第二次世界大戦勃発前後に自然消滅した。第一次世界大戦後の社会混乱と世界恐慌に見舞われた大戦間期を通して黄金の夜明け魔術は廃れつつあり、1934年にリガルディーが参入したヘルメス・ロッジでもすでに熱心さは失われていた。ロッジ消滅と共に貴重な知識までもが失われるのを危惧したリガルディーは、黄金の夜明け団の遺産を後世に残すべく、独断で持ち出した多数の団内文書を、1938年から書籍にまとめて公開出版した。しかし、第二次世界大戦が迫る当時、そこまで注目を集めなかった。彼の著作は再版を繰り返して広く普及し、主にアメリカで新たな組織が数多く創設された。これらは当初の黄金の夜明け団の名ばかりの後継者であるが、儀礼を守り、西洋秘教主義の様々な側面を広めた。

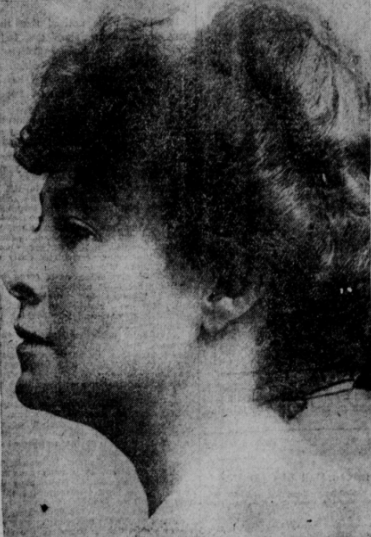
エルザ・バーカー

A∴O∴

A∴O∴はパリに在るメイザースの指導下で安定した運営が行われていた。英国薔薇十字協会員が構成していたホルスとオシリス両神殿は古巣の方に移行したので、1911年時にはパリ、ロンドン、エディンバラと在アメリカ三神殿を合わせた計六神殿を束ねていた。アメリカの小説家・詩人で、自動書記による死者からのメッセージを出版したエルザ・バーカーも所属している。
第一次世界大戦が始まった1914年からロンドンの活動が確認されなくなり、ベリッジに代わってブロディ=イネスがイギリス側代表になった。1918年にメイザースは逝去し、妻モイナが彼の遺産であるA∴O∴を受け継いだ。翌1919年にロンドンに移ったモイナはそこで本部神殿を改めて開設し、エディンバラのブロディ=イネスの協力を得てA∴O∴の運営に従事した。同年からアメリカで更に三神殿が設立された。1928年にモイナは逝去し、女性のアデプトに後事が託されている。A∴O∴では徹底した秘密主義が取られていたので、1900年春の分裂後も変わらずメイザースが編み出し続けていたはずの魔術教義はほとんど後世に伝えられていない。1919年頃に参入し短期間で独立したヴァイオレット・ファース（のちにダイアン・フォーチュンとして知られる）とP・F・ケースの双方を通してうかがえるものだけである。1939年の第二次世界大戦勃発後、A∴O∴はその役目を終えるようにして閉鎖され、無数の教義が記された団内文書も「秘密の首領」に捧げる形で全て焼却された。
聖黄金の夜明け
アーサー・エドワード・ウェイトは知識の宝庫としての黄金の夜明け団は評価しながらも儀式魔術の異教的様式を嫌悪しており、英国淑女紳士に適したキリスト教神秘主義様式に修正するべきだと考えていた。しかし同団は元々英国薔薇十字協会の方でキリスト教神秘主義を手掛けていたメイソンたちが、異教的活動も嗜みたいと開いた魔術結社だったので、それは本末転倒であった。1903年時のイシス・ウラニア神殿はフェルキンとM・W・ブラックデンの共同運営で、前者は教義面を担当し後者は神殿施設の所有権を含む事務面を担当していた。ウェイトの支持者は少数派だったが、肝心のブラックデンがウェイト側に回ったので形勢逆転し、同神殿はウェイトが望む常識的な神秘主義研鑽団体になった。同時に従来の儀式魔術支持者はアマウン神殿の方に移った。しかしウェイトが考案した神秘主義儀礼はやがて不評を買い始め、1914年になると元の儀式魔術を懐かしむ者たちとの間で団内は分裂した。ウェイトは自身の支持者を連れて「薔薇十字友愛会」という新たな団体を立ち上げた。残された者たちは「暁の星」に戻り、その事情を知ったフェルキンの計らいで1916年に設立された「マーリン・ロッジ」に所属して1920年代まで活動した。薔薇十字友愛会はウェイトの下で安定運営され数々の知識人文化人が参入している。第二次世界大戦下の1942年のウェイト逝去と共に解散した。

## 教義概要

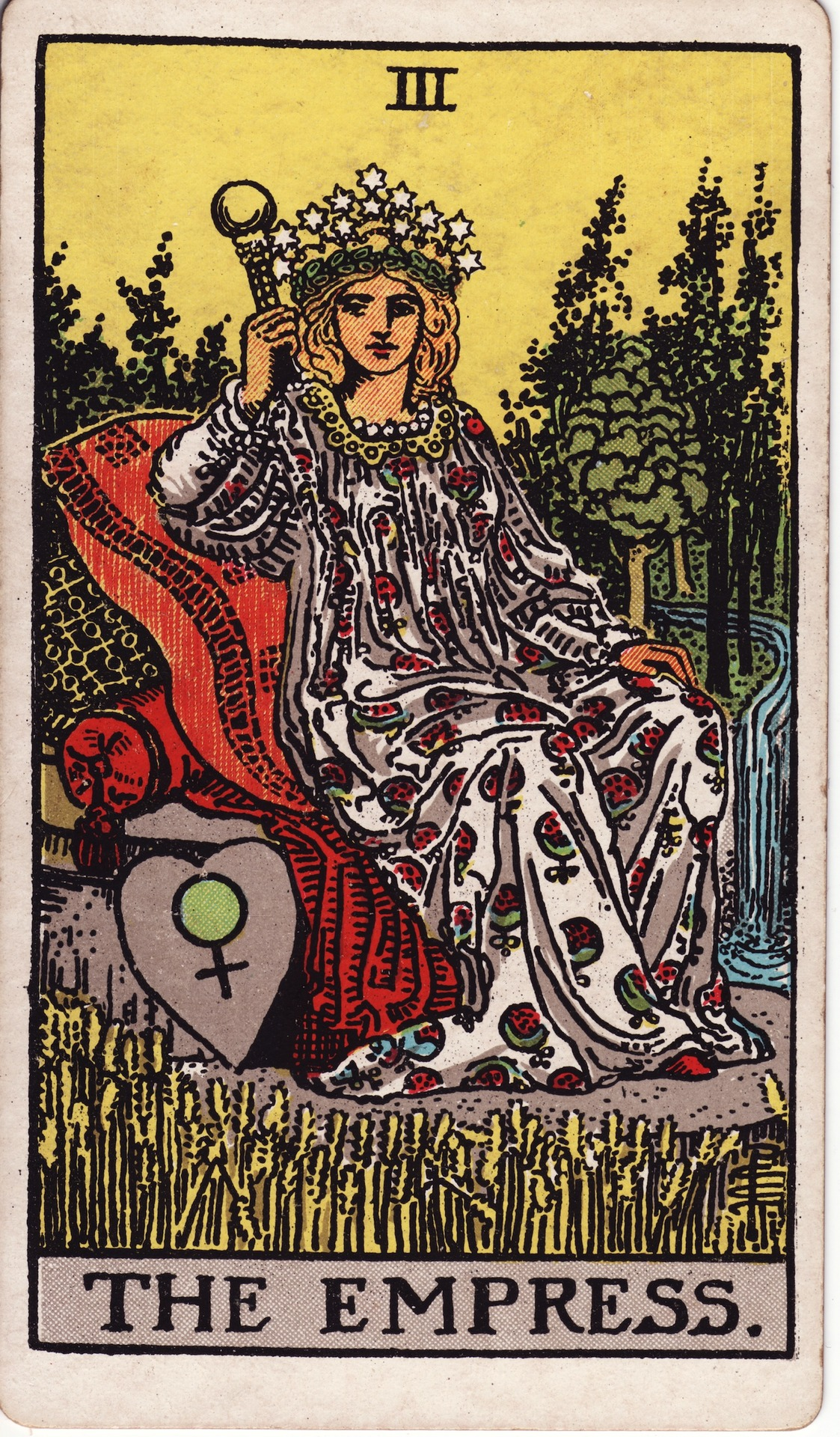
タロット

ダイアン・フォーチュンによる次の定義が、教団の定義を的確に述べている。
黄金の夜明け団の教義は、古今東西の隠秘学知識の綜合体とも言うべきものある。ユダヤの秘教哲学であるカバラを中心にして、エノク語、エジプト神話学、グリモワール、古典元素、タロット、占星術、ジオマンシー、錬金術、薔薇十字伝説、神智学系の思想、タットワを含むインド密教などあらゆる知識が習合されていた。なお、彼ら英国人にとって最も身近な隠秘学であるはずのキリスト教神秘主義は、創設者たちがメイソン系団体の方で手掛けていた事情からあえて避けられており、これは同時に一つの方向性を示す事にもなった。カバラに内包される生命の樹が団内の聖典的な象徴図表とされ、上述の各分野から引用される多種多様な知識は生命の樹の各要素に対照させる形で分類され整理された。その中にはこじつけ的な照応も散見されるが、あらゆる隠秘学および神秘思想分野から蒐集された知識群の比較的高度な体系化が黄金の夜明け団教義の最大の特徴であった。また「埋蔵金発掘や個人的な復讐など俗世の欲に基づく低俗な目的で魔術は使わない」「魔術師は常に知識や技術を習得する事での全能感、己の心と戦い続けながら清廉に生きるべし」という規律を掲げていた。
上述の知識群は、創設者をはじめとするアデプトたちが言わば自由研究的に持ち寄って考察を加えた後に、団体の方向性に沿う形で再解釈され、必要に応じて団内のカリキュラムに組み込まれた。魔術の研鑽に必要とされる様々な知識は、アデプトによってテキスト化されて秘儀参入者たちが学んだ。団内ではアデプト一人一人の独自研究が奨励されており、それぞれの研究成果は「飛翔する巻物」と題された団内文書の各巻に編集されてアデプトたちの間で相互に閲覧された。この自由な知識探究の気風は団内の教義を発展させる原動力となったが、他方で迷走の一因にもなった。団内ではマグレガー・メイザース考案の教義が最も大きな影響力を持っており、極端に言えば黄金の夜明け魔術とはメイザース思想の体現物と言えた。中でもエノク語を土台にしたエノキアン魔術は彼の奥義と言えるものであり、5枚のタブレットに記された合計644の区画からなるエノク文字図表は、前述の生命の樹をも包括した更に高度な万物照応による知識の体系化を実現していた。後にメイザースから離反した団体の者でさえ彼の考案物には一目置き、またある者は彼のブランドを積極的に利用した。
| 錬金術三原質                | 四元素                          | 性質  | 占星術               | 四大精霊     | 方位 | 大天使     | シンボル |
| --------------------------- | ------------------------------- | ----- | -------------------- | ------------ | ---- | ---------- | -------- |
| 硫黄 （形相・不揮発性原質） | 火 （不可視・微細で精妙な状態） | 熱+乾 | 白羊宮 獅子宮 人馬宮 | サラマンダー | 南   | ミカエル   | 🜂        |
| 硫黄 （形相・不揮発性原質） | 土 （可視的・固体的状態）       | 冷+乾 | 金牛宮 処女宮 磨羯宮 | ノーム       | 北   | ウリエル   | 🜃        |
| 水銀 （質料・揮発性原質）   | 気 （不可視・気体的状態）       | 熱+湿 | 双児宮 天秤宮 宝瓶宮 | シルフ       | 東   | ラファエル | 🜁        |
| 水銀 （質料・揮発性原質）   | 水 （可視的・液体的状態）       | 冷+湿 | 巨蟹宮 天蝎宮 双魚宮 | ウンディーネ | 西   | ガブリエル | 🜄        |
| 塩 （運動・媒介）           | 第五元素 （エーテル）           |       |                      |              |      |            |          |

秘儀参入者たちは団内で得た知識を口外せぬよう誓約していた。団員は心霊主義者よりも秘密主義だったが、教団が完全に謎の存在だったことはなかった。短期間会員であったコンスタンス・メアリー・ワイルドは、夫のオスカー・ワイルドにおそらく教団の秘密の知識の一部を共有したとみられる。また、アレイスター・クロウリーが報復的に一部を出版している。
世紀末イギリスのオカルティズムは出版や議論も盛んで、教団自体がオカルトの様々な流れの重要な媒体者であり、超自然的な怪奇小説で知られるリチャード・マーシュ（団員だった記録はない）の作品で世紀末のイギリス小説で最も人気のある小説のひとつ『黄金虫（The Beetle）』は、教団にも影響を与えた古代エジプトの儀式の詳細が含まれているが、一般に広まっていた教団の要素を取り入れたと考えられている。
教団消滅後、第一次世界大戦後の混乱と世界恐慌に見舞われた大戦間期の社会情勢の中で魔術結社の活動も下火になり、それらの解散に伴う知識そのものの喪失を危惧したイスラエル・リガルディーが団内文書を書籍にまとめて公開出版したことで、黄金の夜明け団教義の大部分が一般に入手できるようになった。なお、リガルディーは1969年に、自宅を魔術マニアに荒らされ数々の貴重なコレクションを盗まれている。

## 実践

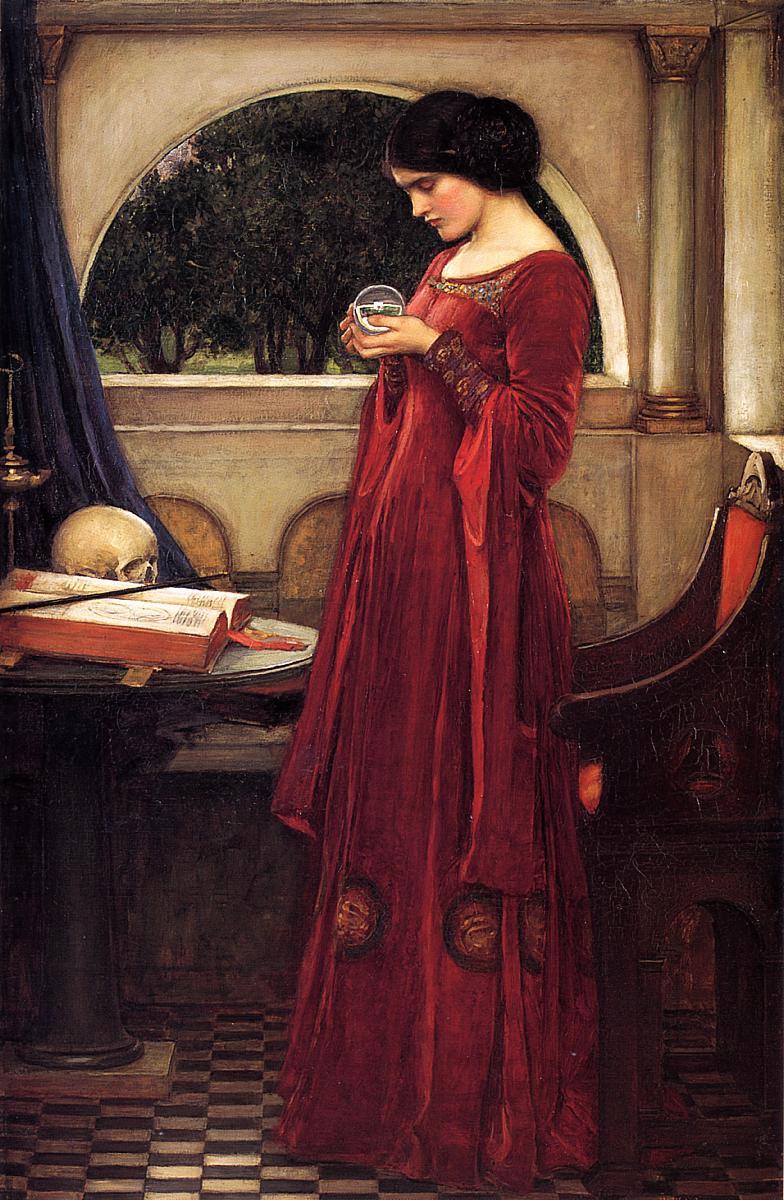
スクライング

当時人気のあったヘレナ・P・ブラヴァツキーの神智学協会との大きな違いは、メイザースが魔術師として、会員に絶えず実験やデモンストレーション（体験）の機会とその方法を与えたことである。それぞれの等級に結び付いた儀式は、独創的な言葉と秘教的で宗教的な象徴を幅広く組み合わせ、志願者に効果的に強い心理的・霊的なショックを与え、西洋秘教主義の本質を首尾よく植え付けるよう設計されていた。
黄金の夜明け団は儀式魔術を眼目にした団体であり、上述の教義知識はそのセレモニー（魔術儀式）の中で活用された。儀式魔術とは、魔術概念の身体的表現であり、舞台となる密室の設置から室内に細かく配置する大道具小道具の取り揃え、および参加者それぞれの衣装と台詞と動作の一つ一つに特定の知識を伴うという、特別な演劇を媒体にした秘教哲学の体現化芸術であった。儀式魔術の実践は団員の連帯感を高めると同時に、参加者たちの感性と知覚能力に一定の影響を及ぼすと信じられており、定期的に履行された。またゆっくり一つ一つ「段差」なく魔術を理解できるように、世界の統一された真理の解明を進めており、自らの手で必要だと感じた奇跡の起こし方を調達するために、精巧なボードゲームを参考にして、永遠に終わりの見えない「工作キット」の開発を目指していた。
また、アストラル投射と称される夢見技法も持てはやされていた。黄金の夜明け団はこの夢見技法をマニュアル化しており、かなりの個人差はあったが、それなりの確率で白昼夢の世界に入り込むことができたようである。アストラル投射の手順とは、特定の象徴物を凝視しながら意識を集中し、自分自身がその象徴の中に入り込むように想像力を強く働かせるというものであった。熟達するにつれて始めは無理やり想像していたイメージの実感が徐々に明確になり、ついには立体化した想像空間が意識の集中を離れて自動的に脳内で織りなされるようになる。それがアストラル旅行の出発点となった。スクライング（水晶占い）との違いは、より能動的に幻視された世界を動き回れることである。凝視する象徴物の組み合わせを変えることで、アストラル旅行の内容も様々に変化するという奥深さが多くの団員を虜にした。前述の生命の樹を中心にした象徴照応教義はこの時に最大活用された。ただし情緒不安定を誘引するという副作用も指摘されており、多用は戒められていた。
ジュールス・エヴァンスによると、団員たちは、超人への霊的進化を助ける手段として性魔術を使うよう教えられており、その基本的な考え方は、二人の団員（通常は夫と妻）の間に性的な魅力により、相反する「磁気極性」が生まれ、霊的な進歩のために使えるエネルギーが発生するというものだった。また、性魔術によって、生まれてくる子どもが人類の進化を助ける高度に進化した魂の転生であることを保証できると信じていた。エヴァンスは、彼らはおそらくカバラの体系から、特に13世紀のカバラの文書である『ゾーハル』からこのアイデアを取り入れたと考えている。研究者のマーラ・セゴルによると、この『ゾーハル』一節の背後にある考え方は、セックスするときに両者が適切な霊的・精神的な心構えでいれば、ヤハウェ（神）の祝福を降ろすことができ、生まれてくる子どもが「有徳の人（righteous）」の一人になる可能性が高くなるというものである。ただし、呪文がうまくいかなかったり、心が不純だったりすると、誤って悪魔の子が転生してくる可能性があるとされた。例えばクロウリーとイェイツは、妻との間に性魔術によって、超人、救世主を生もうとしたという。

### 魔術儀式
インペレーターからセンティネルまでの10人が役割を決めて、それに準じた装束や象徴武器で身を固め、特定の順序で呪文や動作をこなしていく。カバラを下地にして、エジプト神話、ギリシャ神話、タロット、エノクなどを組み合わせ、共通する神の記号や光の象徴を抽出して本質に迫る術式群を備えている。探索者がクリスチャン・ローゼンクロイツの墓所を発見するエピソードにちなんだ儀式が代表格である。蒸気機関などの自然科学が席巻する時代に生まれたこともあり、聖書の記述を鵜呑みにせず、聖書発生以前の古代宗教の変遷を紐解く試みも行い、母体のヘルメス学の影響から、地中海を挟んだ最も身近な異文化であるアフリカ大陸に残るエジプト神話に特に着目し、儀式にはエジプト神話の神々の恰好をしていた。
フローレンス・ファー、ウィリアム・バトラー・イェイツ、アニー・ホーニマン、モード・ゴン等は演劇界で活躍しており、教団のメソッドの中心である儀式のパフォーマンスについては、魔術との演劇的な関わりとして理解されている。パフォーマンス、衣装、小道具、舞台装置はすべて、教団の儀式と教育実践の重要な要素であり、ファーはエジプト魔術、ヘルメス主義、カバラ、錬金術等の類似点を探求し、考古学者のウォーリス・バッジによる古代エジプトの『死者の書』の翻訳等を研究し、それらを儀式の呪文や魔術の象徴のインスピレーションとして使用した。
| クラス   | 役職名               | 原語           | 意味     | 対応神     | 元素 | 必要階級 |
| -------- | -------------------- | -------------- | -------- | ---------- | ---- | -------- |
| 三首領   | インペレーター       | Imperator      | 司令官   | ネフティス | 火   | 6°=5□    |
| 三首領   | プレモンストレーター | Praemonstrator | 指導者   | イシス     | 水   | 7°=4□    |
| 三首領   | カンセラリウス       | cancellarius   | 書記     | トート     | 気   | 5°=6□    |
| 主要司官 | ハイエロファント     | Hierophant     | 司教     | オシリス   |      | 5°=6□    |
| 主要司官 | ハイエルース         | Hiereus        | 司祭     | ホルス     |      | 4°=7□    |
| 主要司官 | ヘゲモン             | hegemon        | ガイド   | マアト     |      | 3°=8□    |
| 準司官   | ケルックス           | Kerux          | ヘラルド | 東アヌビス |      | 2°=9□    |
| 準司官   | ストリステス         | Stolistes      | 準備者   | ムト       |      | 1°=10□   |
| 準司官   | ダドゥコス           | Daduchos       | 松明者   | ネイト     |      | 1°=10□   |
| 準司官   | センティネル         | sentinel       | 番兵     | 西アヌビス |      | 0°=0□    |

## 象徴
黄金の夜明け団の儀式中に胸に装着されたデザインは、薔薇十字団、カバラ、メイザースによって教えられた色の象徴に基づいた紅い薔薇と黄金の十字架である。薔薇の22枚の花弁はそれぞれ異なる色で、ヘブライ文字の22文字の三母字、七複字、十二単字を表している。そして22本の小径にも対応している。薔薇の花弁の中央には死と霊的な復活を象徴する聖十字架がある。薔薇は十字架の上にあり、熟練者が心の中で金に変身しなければならない要素を象徴している。また五芒星は四元素に加えて本質を表している。

## 団員の位階

セフィロトの樹

教団の統括方法、加入儀式の等級体系は、ウェストコットが事務局長を務めていたフリーメイソン的な薔薇十字の団体英国薔薇十字協会のものに依拠している。
等級の最下位に「新参者（ニオファイト）」位階を新設し、最上位に「イプシシムス」を追加した。黄金の夜明け団の初位階である「新参者」とその上の4位階は暗号文書に依拠していたが、その4位階の名称は18世紀ドイツの黄金薔薇十字団（独: Gold- und Rosenkreuzer）のそれと一致していた。英国薔薇十字協会の位階制度も黄金薔薇十字団の模倣であった。魔術結社風のアレンジとして各位階を生命の樹の10のセフィラと22個の小径に対応させ、上昇＝下降のペア階段値を付け加えた。「新参者」位階は生命の樹の枠外とした。入団者は「新参者」を出発点とし、それぞれの段階の昇格試験をクリアすることで上の位階へと進んだ。この黄金の夜明け団の位階制度は、後継魔術団体の手本とされて現代に到るまで踏襲され続けている。
11の位階は第一団（外陣）、第二団（内陣）、第三団の三層に分割されており、それぞれ別グループに扱われて個別の団名を持った。黄金の夜明け団は建前上この三層構成とされた。外陣は一般団員用で、火・空気・水・土の四元素を学ぶ。ポータルは外陣と内陣の橋渡し段階であり、アデプト（達人）になる前の準備期間とされた。内陣に進むと晴れてアデプトとして認められた。内陣は幹部団員専用であった。第二団は、その唯一の指導者であったメイザースによって、第一団とは完全に別の団として構想されており、第一団を統括し指導することに加えて、アストラル旅行、錬金術、スクライング等の実用的な魔術を学び始める。第二団への入門に関する指示には、第二団はまだ人間的であるが、人間的なだけではなく、超人間的、すなわち神的であろうと努める、と説明されている。第二団の志願者は、「大いなる業 」の達成に専念すること、「私の霊性を浄化し、高揚させ、神の助けによって、ついに人間以上の存在となる」ことを誓うことを義務付けられていた。 アレックス・オーウェンは、第二次世界大戦中の魔術は、「魔術師を神と直接交信させ、（おそらく一瞬だけであろうが）ほとんど超自然的な半神性の状態に導くことに最も深く関わっていた」と述べている。
当初は肉体を持ったままの魔術師が到達できるのは「小達人（アデプタス・マイナー）」位階までとされていた。第二の位階に進んだものは約4割で、次の段階は非常にきつく、アデプタス・マイナーより先に進むものはごくわずかだった。第二の位階のアデプトは皆強い独立心を持つ傾向があり、必然的に組織内の対立を生じることとなった。
「被免達人（アデプタス・イグゼンプタス）」は創立者専用の名誉位階として用いられることが多い。第三団に所属するとされた秘密の首領達は、錬金術師であり、その実践は古代エジプトから途切れることなく続いてきた秘儀の伝統の一部であると総じて信じられており、あるいは霊的、象徴的な存在であった。第三団はほとんど架空の存在であった。
| 団                                 | 位階                       | 位階       | 位階             | 位階     | セフィラ     | 意味 | 色 | 大天使         | 四元素 |
| 団                                 | 慣用                       | 和訳       | 原語             | 数字記号 | セフィラ     | 意味 | 色 | 大天使         | 四元素 |
| ---------------------------------- | -------------------------- | ---------- | ---------------- | -------- | ------------ | ---- | -- | -------------- | ------ |
| 第一団 「黄金の夜明け」 （外陣）   | ニオファイト               | 新参者     | Neophyte         | 0°=0□    |              |      |    |                |        |
| 第一団 「黄金の夜明け」 （外陣）   | ジェレーター               | 熱心者     | Zelator          | 1°=10□   | マルクト     | 王国 | 黒 | サンダルフォン | 地     |
| 第一団 「黄金の夜明け」 （外陣）   | セオリカス                 | 理論者     | Theoricus        | 2°=9□    | イェソド     | 基礎 | 紫 | ガブリエル     | 風     |
| 第一団 「黄金の夜明け」 （外陣）   | プラクティカス             | 実践者     | Practicus        | 3°=8□    | ホド         | 栄光 | 橙 | ラファエル     | 水     |
| 第一団 「黄金の夜明け」 （外陣）   | フィロソファス             | 哲学者     | Philosophus      | 4°=7□    | ネツァク     | 勝利 | 緑 | ハニエル       | 火     |
| ポータル                           | ポータル                   | 予備門     | Portal           |          |              |      |    |                |        |
| 第二団 「紅薔薇黄金十字」 （内陣） | アデプタス・マイナー       | 小達人     | Adeptus Minor    | 5°=6□    | ティファレト | 美   | 黄 | ミカエル       |        |
| 第二団 「紅薔薇黄金十字」 （内陣） | アデプタス・メイジャー     | 大達人     | Adeptus Major    | 6°=5□    | ゲブラー     | 峻厳 | 赤 | カマエル       |        |
| 第二団 「紅薔薇黄金十字」 （内陣） | アデプタス・イグゼンプタス | 被免達人   | Adeptus Exemptus | 7°=4□    | ケセド       | 慈悲 | 青 | ザドキエル     |        |
| 第三団 （秘密の首領たち）          | マジスター・テンプリ       | 神殿の首領 | Magister Templi  | 8°=3□    | ビナー       | 理解 | 黒 | ザフキエル     |        |
| 第三団 （秘密の首領たち）          | メイガス                   | 魔術師     | Magus            | 9°=2□    | コクマー     | 知恵 | 灰 | ラジエル       |        |
| 第三団 （秘密の首領たち）          | イプシシマス               |            | Ipsissimus       | 10°=1□   | ケテル       | 王冠 | 白 | メタトロン     |        |

| ヘブライ文字 | ヘブライ文字   | ヘブライ文字 | 小径                  | タロット     | 西洋 占星術 | 色階           |
| 文字         | 名称           | 分類         | 小径                  | 大アルカナ   | 西洋 占星術 | 色階           |
| ------------ | -------------- | ------------ | --------------------- | ------------ | ----------- | -------------- |
| א            | aleph アレフ   | 三母字       | ケテル-コクマー       | 愚者         | 風          | 黄色           |
| ב            | bet ベート     | 七複字       | ケテル-ビナー         | 魔術師       | 水星        | 黄色           |
| ג            | gimel ギメル   | 七複字       | ケテル-ティファレト   | 女教皇       | 月          | 青             |
| ד            | dalet ダレット | 七複字       | コクマー-ビナー       | 女帝         | 金星        | 緑             |
| ה            | he ヘー        | 十二単字     | コクマー-ティファレト | 皇帝         | 白羊宮      | 赤             |
| ו            | vav ヴァヴ     | 十二単字     | コクマー-ケセド       | 教皇         | 金牛宮      | 朱色           |
| ז            | zain ザイン    | 十二単字     | ビナー-ティファレト   | 恋人         | 双児宮      | 橙色           |
| ח            | chet ヘット    | 十二単字     | ビナー-ゲブラー       | 戦車         | 巨蟹宮      | マリーゴールド |
| ט            | tet テット     | 十二単字     | ケセド-ゲブラー       | 力           | 獅子宮      | 黄色           |
| י            | yud ユッド     | 十二単字     | ケセド-ティファレト   | 隠者         | 処女宮      | 黄緑           |
| כ            | chaph ハフ     | 七複字       | ケセド-ネツァク       | 運命の輪     | 木星        | 紫             |
| ל            | lamed ラメッド | 十二単字     | ゲブラー-ティファレト | 正義         | 天秤宮      | 緑             |
| מ            | mem メム       | 三母字       | ゲブラー-ホド         | 吊るされた男 | 水          | 青             |
| נ            | nun ヌン       | 十二単字     | ティファレト-ネツァク | 死神         | 天蝎宮      | シアン         |
| ס            | samekh サメフ  | 十二単字     | ティファレト-イェソド | 節制         | 人馬宮      | 青             |
| ע            | ain アイン     | 十二単字     | ティファレト-ホド     | 悪魔         | 磨羯宮      | 藍色           |
| פ            | phe フェー     | 七複字       | ネツァク-ホド         | 塔           | 火星        | 赤             |
| צ            | tsadi ツァディ | 十二単字     | ネツァク-イェソド     | 星           | 宝瓶宮      | 紫             |
| ק            | kuph クフ      | 十二単字     | ネツァク-マルクト     | 月           | 双魚宮      | マゼンタ       |
| ר            | resh レーシュ  | 七複字       | ホド-イェソド         | 太陽         | 太陽        | オレンジ色     |
| ש            | shin シン      | 三母字       | ホド-マルクト         | 審判         | 火          | 赤             |
| ת            | tav タヴ       | 七複字       | イェソド-マルクト     | 世界         | 土星        | 藍色           |

## 在籍した人物
| 名前                                 | 生没年    | 職業                                         | 位階   | 団員名 （モットー）              | 団員名の 意味                             | 分裂後                            |
| ------------------------------------ | --------- | -------------------------------------------- | ------ | -------------------------------- | ----------------------------------------- | --------------------------------- |
| ウィリアム・バトラー・イェイツ       | 1865-1939 | 詩人、劇作家、アベイ座の設立者               | 7°=4□  | Demon Est Deus Inversus          | 悪魔は裏返しの神                          | 暁の星                            |
| アーサー・エドワード・ウェイト       | 1857-1942 | 著作家                                       | 5°=6□  | Sacramentum Regis                | 王の秘蹟                                  | 聖黄金の夜明け団 → 薔薇十字同志会 |
| アレイスター・クロウリー             | 1875-1947 | 魔術師、登山家、詩人                         |        | Frater Perdurabo                 | 私は耐えるであろう                        | 銀の星〜 東方聖堂騎士団           |
| アレイスター・クロウリー             | 1875-1947 | 魔術師、登山家、詩人                         | 5°=6□  | The Heart of Jesus               | イエスの心臓                              | 銀の星〜 東方聖堂騎士団           |
| パメラ・コールマン・スミス           | 1878-1951 | 画家                                         | 1°=10□ | Quod Tibi id aliis               | The same for thyself as for another       | 聖黄金の夜明け団                  |
| アルジャーノン・ブラックウッド       | 1869-1951 | 小説家                                       |        | Umbram Fugat Veritas             |                                           | 聖黄金の夜明け団                  |
| アーサー・マッケン                   | 1863-1947 | 小説家                                       |        | Avallaunius                      |                                           | 聖黄金の夜明け団                  |
| マグレガー・メイザース               | 1854ｰ1918 | 魔術師                                       | 5°=6□  | 'S Rioghail Mo Dhream            | 我が部族は王族                            | A∴O∴                              |
| マグレガー・メイザース               | 1854ｰ1918 | 魔術師                                       | 7°=4□  | Deo Duce Comite Ferro            | 神は我が導き手、剣は我が供                | A∴O∴                              |
| ウィリアム・ロバート・ウッドマン     | 1828-1891 | 医者                                         | 5°=6□  | Magna est Veritas et Praevalebit | 真理は偉大にして卓越し続けるであろう      |                                   |
| ウィリアム・ロバート・ウッドマン     | 1828-1891 | 医者                                         | 7°=4□  | Vincit Omnia Veritas             | 真理は全てを征服す                        |                                   |
| ジョン・ウィリアム・ブロディ＝イネス | 1848-1923 | 弁護士                                       | 5°=6□  | Sub Spe                          | 希望の下に                                | 暁の星 → A∴O∴                     |
| ウィリアム・ウィン・ウェストコット   | 1848ｰ1925 | 検死官                                       | 5°=6□  | Quod Scis Nescis Sapere Aude     | 汝が知りしことを汝は知らぬ 敢えて賢明たれ |                                   |
| ウィリアム・ウィン・ウェストコット   | 1848ｰ1925 | 検死官                                       | 7°=4□  | Non Omnis Moriar                 | 悉く滅することあらじ                      |                                   |
| フレデリック・リー・ガードナー       | 1857-1930 | 株式仲買人                                   | 5°=6□  | De Profundis Ad Lucem            | 奈落を出でて光へ                          |                                   |
| モード・ゴン                         | 1865-1953 | アイルランド独立運動の闘士、女優（アベイ座） |        | Per Ignem Ad Lucem               | 火を経て光へ                              |                                   |
| フローレンス・ファー                 | 1860ｰ1917 | 女優・音楽家・演出家（アベイ座）             | 5°=6□  | Sapientia Sapienti Dono Data     | 知恵は賢者に授けられた賜物                | 神智学協会                        |
| ロバート・ウィリアム・フェルキン     | 1853-1926 | 医師                                         | 5°=6□  | Finem Respice                    | 終わりを慮れ                              | 暁の星                            |
| エドワード・ウィリアム・ベリッジ     | 1843-1920 | ホメオパシスト                               | 5°=6□  | Resurgam                         | 再び立ち上がらん                          | A∴O∴                              |
| アラン・ベネット                     | 1872-1923 | 化学者                                       | 5°=6□  | Iehi Aour                        | 光あれ                                    | テーラワーダ → 英国仏教協会       |
| アニー・ホーニマン                   | 1860-1937 | メイザース夫妻の金銭的後ろ盾、演劇の支援者   | 5°=6□  | Fortiter et Recte                | 勇敢に、公正に                            |                                   |
| モイナ・メイザース                   | 1865ｰ1928 | 美術学芸員                                   | 6°=5□  | Vestigia Nulla Retrorsum         | 足跡は決して後戻りせず                    | A∴O∴                              |

在籍が取り沙汰される人物
- ウィリアム・シャープ （フィオナ・マクラウド）- 詩人・作家
- グスタフ・マイリンク - 小説家
- アンナ・ド・ブレモン - 歌手・伯爵夫人・著作家
- イヴリン・アンダーヒル - イギリスの作家、キリスト教神秘主義の著作家。

在籍が取り沙汰されるが、疑わしい人物
- イーディス・ネズビット：フェビアン協会の創設メンバーの一人。オカルト的な神秘主義にも興味を持っており、所属の噂があり、団員と考える人もいるが、他の団員からの言及などの証拠がないという指摘もある。
- ブラム・ストーカー：『吸血鬼ドラキュラ』の作者。ホラー作家のブロディ＝イネスと親しく、二人はオカルティズムについて議論した。

## 並行・重複する芸術運動
黄金の夜明け団は、人間の発達における想像力の役割を重視していたこともあり、作家や芸術家の間では特に親近感を持たれていた。フローレンス・ファーは入団前にすでにプロの女優であり、イェイツ、ジョン・トッドハンター、ホーニマンなど、多くの入団者が教団に所属しながら演劇と密接な関係を築いた。そうしたことから、団員は当時の様々な芸術運動と関係が深く、デニス・デニソフは、「教団は全体として、当時の美学的な動きの枠を超えて共有された創造的な活動の集まりと見ることができる」と評している。

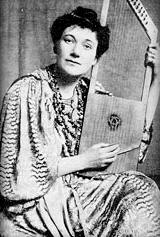
フローレンス・ファー

ファーは異教の儀式を研究して演出し、その儀式が本物であるか再発明されたかに関わらず、当時のイギリスのオカルト・リバイバルと演劇に大きな影響を与えた。イェイツはアイルランド演劇運動を率いてアベイ座を作り戯曲を書き、独自の詩的・象徴的な演劇を探求し、彼女は出演し演出も行った。二人は入団以降長年芸術的なコラボレーションを行い、竪琴に合わせた異教的な詩の朗詠の復活を探求し公演を行った。これは言葉に内在する「語りの音楽」（music of speech）、忘れられた古い音楽を明らかにしようとするもので、ファーは直感、トランス状態を活用して創作した。この芸術は、彼女が教団で行った詩の朗読と対位法的な音楽の演奏を組み合わせた異教の儀式に触発されたものだった。
儀式を魔術概念の身体的表現とみなす儀式魔術の概念は、文学や美術や舞踏などの創作に実践され、ジョリス＝カルル・ユイスマンス、エドワード・ブルワー＝リットン、団員のアーサー・マッケンら19世紀末の魔術運動に参加した作家たちは、魔術そのものを文学の主題に据え、儀式魔術の美学的特性を描いた。
教団に所属した様々な作家たちは作品の中で、ゴシック的な表現を用いて、物質世界を霊的なものへと昇華させるテウルギア的・魔術的な神秘的上昇を描いた。アーサー・マッケンはエクスタシーを文学の目的とし、彼の『三人の詐欺師』は、作中劇が象徴的な錬金術を呼び起こす自己回帰的な作品である。イヴリン・アンダーヒルは、『A Column of Dust（塵の柱）』でドッペルゲンガーの概念を、知を変容させる唯一のものである愛についての学びを助ける装置として、新たな領域に引き上げている。チャールズ・ウィリアムズもアンダーヒルと同様に、『Descent into Hell（地獄への降下）』で、互恵と交換の神学を説くためにドッペルゲンガーの救いの力を探求した。ゴシックの言葉の比喩的用法は、霊的な教育を可能にし、現実世界における意味の喪失に対処する新たな方法となっている。
ダイアン・フォーチュンとアルジャーノン・ブラックウッドは二人とも超自然的フィクション小説の多作な作家であり、ジュールス・エヴァンスによると、性魔術は高次の魂を転生させるために使用でき、それによって人類（特に英国人種）の進化を助けることができ、そうすべきであるという考えを小説の中で描いた。他の黄金の夜明け団やその分派のメンバーも、小説の中でオカルト優生学の方法としての性魔術のアイデアを探求した。
またタロットカードが新しくデザインされ、ラファエル前派やフランス象徴主義が隆盛を極めた。
フランスではジョセファン・ペラダンを中心に薔薇十字主義の芸術サロンが生まれ、エリック・サティの音楽などが生まれた。
アンドレ・ブルトンのシュルレアリスムも魔術に対する深い関心がみられる。

## 詩人イェイツへの影響

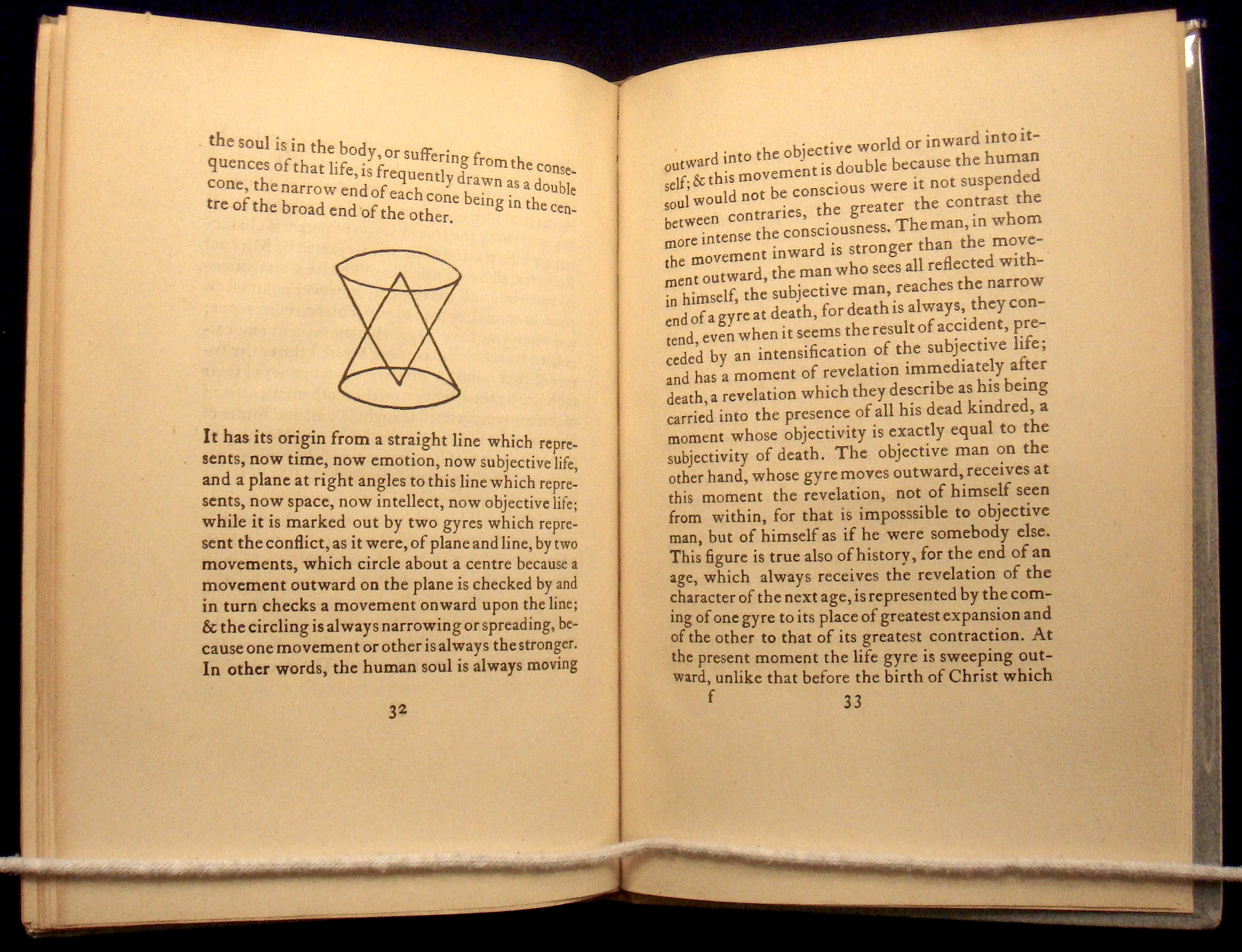
自動筆記をもとにしたイェイツの散文作品『幻想録』（A Vision）、1925年、改訂版1937年

アイルランド人の詩人・劇作家のウィリアム・バトラー・イェイツは、ノーベル文学賞受賞者で、20世紀の英語文学・現代詩において最も重要な詩人の一人と評価されているが、若い時からオカルティズムに興味を持ち、教団から創作に強く影響を受けた。イェイツは教団でのオカルト実験・儀式の体験を通じて、「イメージは意識や潜在意識よりも一層深い源から湧き上がるものであること、言葉やシンボルはそれ以外では達し得ないリアリティを喚起する力を秘めていること」を学んでおり、彼は自身の象徴的言語が、フランスの象徴主義経由というより、神秘思想家やウィリアム・ブレイク、黄金の夜明け団の「ミスティカル・シンボリズム」から学んだものであると明言している。
イェイツは妻のジョージー・ハイド・リーズ・イエィツを暁の星に入団させている。彼女は自動筆記で、精霊によるという秘教的な思想をイェイツに伝え、夫婦は自動筆記のセッションを繰り返し、これにより伝えられた内容が、最高傑作と評される彼のいくつもの詩にインスピレーションを与えた。

## 学術的研究・愛好家による信頼できる研究
心霊主義は文化史的な視点からの研究が急速に充実しつつあるが、それに比べ黄金の夜明け団に関する学術研究はそれほど多くない。近年での重要な研究としては、アレックス・オーウェン（Alex Owen）『The Place of Enchantment: British Occultism and the Culture of the Modern』（2004年）や、アリソン・バトラー（Alison Butler）『Victorian Occultism and the Making of Modern Magic: Invoking Tradition』（2011年）がある。
アレックス・オーウェンによると、学究的な愛好家（熱狂的なオカルティストではない）によって書かれた、私家版や未発表の資料を利用した信頼できる在野の研究がいくつかある。オーウェンは、これらは組織構造や会員構成の解明に役立っていると述べ、次の書籍を挙げている。
- Howe, Ellic, The Magicians of the Golden Dawn: A Documentary History of a Magical Order, 1887–1923 (London, 1972年)
- Gilbert, R. A., The Golden Dawn: Twilight of the Magicians (Wellingborough, Northamptonshire, 1983年)
- Gilbert, R. A. , The Golden Dawn Companion: A Guide to the History, Structure, and Workings of the Hermetic Order of the Golden Dawn (Wellingborough, Northamptonshire, 1986年)

またオーウェンは、詩人のイェイツの研究は、黄金の夜明け団の複雑さを解明し、文学的、知的観点から文脈化するのに非常に役立つと述べ、初期の影響力のある研究の例として、ジョージ・ミルズ・ハーパーの『Yeats's Golden Dawn（イェイツの黄金の夜明け団）』（1974年）を上げている。

## 一般での人気
その名は学術研究より一般で人気が高く、占い好きには、アーサー・エドワード・ウェイトの「ライダー・タロット」やアレイスター・クロウリーの「トート・タロット」等のタロット・カード通して、ヘヴィ・メタルのファンには、オジー・オズボーンの名曲「ミスター・クロウリー」（アルバム『ブリザード・オブ・オズ―血塗られた英雄伝説』〔1980〕に収録）を通して知られている。
日本では1992年-1993年に『黄金の夜明け魔法大系』（国書刊行会、全6巻）が刊行され、イスラエル・リガルディ『黄金の夜明け魔術全書』などの基本文献が邦訳されている。
ジュールス・エヴァンスは、黄金の夜明け団のオカルト優生学のミームが、マリオン・ジマー・ブラッドリーの『アヴァロンの霧』、フランク・ハーバートの『デューン』、ジョージ・ルーカスの『スター・ウォーズ』や 、J・K・ローリングの『ハリー・ポッター』のような後のファンタジー小説に影響を与えた可能性を示唆しており、『デューン』に登場する優生学的に超存在の創造をもくろむオカルト教団ベネ・ゲセリットは、黄金の夜明け団系の人々のアイデアに多くを負っているようだと述べている。

### 登場する作品
鎌池和馬『とある魔術の禁書目録』（2004年 - ）：バトルアクションもののファンタジーライトノベル。科学サイド、魔術サイドといった勢力が存在し、科学サイドにクロウリー、魔術サイドにメイザースが率いる黄金夜明があり、この黄金夜明には、黄金の夜明け団、後続団体の史実の人物が所属しているという設定になっている。
石踏一榮『ハイスクールD×D』（2008年 - ）：学園ラブコメバトルファンタジーのライトノベル。メイザースらが創設した黄金の夜明け団が登場する。